# 賭博黙示録カイジ
『賭博黙示録カイジ』（とばくもくしろくカイジ）は、福本伸行による日本の漫画。『週刊ヤングマガジン』（講談社）で1996年から連載された。
続編として『賭博破戒録カイジ』（とばくはかいろくカイジ）、『賭博堕天録カイジ』（とばくだてんろくカイジ）、『賭博堕天録カイジ 和也編』、『賭博堕天録カイジ ワン・ポーカー編』が同誌に連載され、2017年からは『賭博堕天録カイジ 24億脱出編』と題して3勤1休のペースで連載していたが、2023年6月12日発売のヤングマガジン28号掲載の461話を最後に休載状態となっている。なお、同誌目次では全シリーズ一貫して『カイジ』となっている。
2019年6月時点でコミックスのシリーズ累計発行部数は2100万部を突破している。
本項では直接ストーリーが繋がっている続編であり、「賭博黙示録」と合わせて『カイジ』という一つの作品を構成している計6編、そしてこれらを原典として製作された複数の別メディア作品（アニメ・ゲーム・パチスロ機・実写映画）についても解説する。

## 概要
まともに働かず、自堕落な日々を過ごしていた主人公・伊藤開司（通称カイジ）が、友人の保証人となって多額の負債を抱えたことをきっかけに、様々なギャンブルに挑んでいく青年漫画。命を賭けた極限の勝負の中での人間の思考、生き様が描かれており、作品独自のギャンブルと、「ざわ‥ざわ‥」の擬音やモブキャラの「黒服」などの福本作品独自の表現が特徴である。
元々は前後編の読み切りの予定だったが、福本がヤングマガジン編集部に限定ジャンケンのプロットを話したところで連載が決まり、その後、福本の最大のヒット作品になった。本作の大ヒットにより、それまで麻雀漫画家というイメージの強かった福本の名は一般にも大きく知られるようになった。
映像作品ではテレビアニメが『逆境無頼カイジ』のタイトルで日本テレビで制作され、2007年10月に第1シーズンが、2011年4月から第2シーズンが放送された。また、2009年10月には『カイジ 人生逆転ゲーム』のタイトルで実写映画化もされた。映画は2011年11月に『カイジ2 人生奪回ゲーム』のタイトルでシリーズ2作目が公開（いずれも日本テレビ製作・東宝配給）。2020年1月には映画オリジナルストーリーとなるシリーズ3作目かつ完結編となる『カイジ ファイナルゲーム』が公開。2018年には中国でも『動物世界』のタイトルで映画化され、日本でも『カイジ 動物世界』の邦題で翌2019年に公開された。
第22回（1998年度）講談社漫画賞一般部門を受賞。

## あらすじ

### 第1章「希望の船」
収録:『賭博黙示録カイジ』
プロローグ
1996年2月。上京後、定職にも就かず自堕落な日々を過ごしていた伊藤開司（カイジ）は、ある日、金融業者の遠藤により、かつて自分が保証人になっていた借金を押し付けられ、法外な利息により385万円にまで膨らんでいることを知らされる。
遠藤に誘われるままカイジは1か月後、借金が帳消しになるチャンスを与えるという、フランス語で「希望」の名を冠すギャンブル船「エスポワール」に乗り込む。大手金融業者の「帝愛グループ」が裏で取り仕切るギャンブルに、うまく勝てば帝愛からの借金は帳消しとなるが、負ければ命の保障は無い。
限定ジャンケン
カード12枚を使った「限定ジャンケン」に、カイジは参加者たちに幾度となく煮え湯を飲まされながらも、土壇場での閃きと思考を駆使して、生き残りを賭けた勝負に身を投じていく。

### 第2章「絶望の城」
収録:『賭博黙示録カイジ』
鉄骨渡り
エスポワールから辛くも生還したカイジだったが、それまでの借金385万円は帳消しとなるものの、船内で新たに600万円以上もの借金を作ることとなった。4か月後、アルバイト生活に戻っていたカイジの前に、再び遠藤が現れ、新たなギャンブルを持ちかける。
今度こそ勝つと決意したカイジは会場である「スターサイドホテル」へと向かい、決死の勝負「鉄骨渡り」に挑む。多くの人間が転落死していく中、2度の鉄骨渡りをカイジは唯一成し遂げるが、途中でギブアップを要請したことを（結局受け入れられなかったにもかかわらず）、揚げ足を取るような形で主催者側に後から指摘され、賞金を得る権利を剥奪される。
Eカード
激昂するカイジの前に主催者である帝愛グループの会長・兵藤が現れ、「もう一度チャンスをやろう」と、これまでのギャンブルを仕切っていた大幹部・利根川と「Eカード」で対決することになる。圧倒的な実力者である利根川に、カイジは終始にわたって劣勢を強いられるが、極限の死闘を制して勝利する。
ティッシュ箱くじ引き
帝愛グループの最高幹部でありながらも、兵藤会長から簡単に切り捨てられた利根川の姿を見て、真に倒すべき存在は兵藤会長であることを痛感させられる。カイジは自身と、鉄骨渡りで死んでいった仲間達の無念を晴らすため、自ら兵藤に「ティッシュ箱くじ引き」を挑み宣戦布告する。

### 第3章「欲望の沼」
収録:『賭博破戒録カイジ』
地下チンチロ
スターサイドホテルの勝負で兵藤に敗れ、さらに借金を約1000万円に増やすことになり、逃亡生活を送っていたカイジは遠藤に再びギャンブルを紹介するよう依頼する。しかし規定によりギャンブルは紹介されず、逆に拉致されたカイジは帝愛グループの地下施設で強制労働をさせられることになった。
カイジは一日外出券を得るために金を貯めようとするが、所属するE班の班長・大槻の巧みな篭絡により金を使い果たす。大槻はさらにカイジに給料を前貸しし、自身の主催する「地下チンチロリン」に誘い込む。大槻に大敗を喫してさらなる借金生活に追い込まれるも、カイジは大槻のイカサマに気付き、自分と同じ境遇にある通称「45組」の5人と団結し、打倒大槻のために決起する。
カイジら6人は協力して3か月の貧窮生活を耐え凌ぎ、地下チンチロで大勝負を仕掛け、カイジの奇策により大槻を倒し、外出に必要な資金を得たが、45組の仲間達はそれをカイジに託し、6人全員の借金返済に必要な6000万円を得ることを依頼した。単独で80万円の現金を持ち、地下から20日間の一時外出をしたカイジは裏カジノを巡ってチャンスを探す。
パチンコ「沼」
やがてカイジは偶然出会った男・坂崎と、帝愛グループの裏カジノに置かれた1玉4,000円のパチンコ台「沼」で一攫千金を目指すことになる。坂崎はカイジをサポート役にして、自身の計画と資金によって「沼」に挑むが、裏カジノの店長・一条が仕込んだ妨害により惨敗。
八方塞がりの状況になるが、カイジは「沼」の攻略法を閃き、計画を練り上げ、利根川失脚のあおりを受けて負債を抱えた遠藤をも仲間に引き入れる。そしてカイジの最後の地上滞在日に、カイジ、坂崎、遠藤の3人は再び「沼」に挑む。

### 第4章「渇望の血」
収録:『賭博堕天録カイジ』・『賭博堕天録カイジ 和也編』・『賭博堕天録カイジ ワン・ポーカー編』・『賭博堕天録カイジ 24億脱出編』

#### 賭博堕天録カイジ
地雷ゲーム「17歩」
「沼」での勝利から半年後。借金を完済し地下施設から解放されたカイジは、「沼」で共闘した坂崎の家に居候し、働かず堕落しきった日々を送っていた。坂崎による度重なる説得の効果も無く、一向に働かず居候生活も1か月半が過ぎた頃、そんなカイジについに愛想を尽かした坂崎は手切れ金として300万円を渡し、追い出そうとする。
ある日、坂崎の家の前に、地下施設で仲間だった三好と前田が訪ねてくる。彼らは現在勤めている裏カジノの社長・村岡からギャンブルに誘われ断れずに巻き上げられた給料を取り返したいとカイジに相談。3人で組み、逆に村岡を罠に嵌め、今まで吸い上げられてきた金を取り戻し、さらに一儲けすることを画策。
カイジは必ず返すと約束して坂崎から300万円を受け取り、村岡が考案した変則麻雀「17歩」で勝負。三好・前田の裏切りにより思いがけず再び孤立無援の死闘となった「17歩」で、カイジは和也の手を借り4時間に及ぶ乱戦の末に村岡を下し、4億8000万円の大金を得る。そして勝負の立会人となっていた兵藤会長の息子・和也に勝負を申し込まれ承諾する。

#### 和也編
友情確認ゲーム「救出」
ゲームの前の腹ごしらえのため、カイジは和也のプロデュースするレストランへと案内され、食事をすることに。そこでの会話の中で彼の小説家という目標と、独自のギャンブル（和也曰く救世主的行為・通称「和也プロデュース」）を開催するようになった経緯を聞かされる。土壇場で裏切るのが人間の真実だと主張する和也と、必ずしもそんな人間ばかりではないはずだとそれを否定するカイジは激しく意見が対立。その言い合いを契機に、友情確認ゲーム「救出」による人間性の実験、カイジと和也の勝負が始まった。
「救出」に挑むのは日本人の光山、中国人のチャン、フィリピン人のマリオのアジア3人組。3人は幾度となくピンチを迎えながらも成功を重ねるが、疑念と保身、友愛と自己愛を巡る死闘の末、光山の裏切りによって「救出」は終了。 その後、敗者となったチャンとマリオの処刑が行われる寸前、和也の元から思わず処刑実行ボタンのついたリモコンを奪いとったカイジは自身の判断で勝手に処刑の中止ボタンを押してしまう。しかしそのボタンだけでは処刑は止まらぬ仕組みになっており処刑を止めるためには暗証番号を打ち込む必要があった。
思わず和也に掴みかかり処刑を中止するようにと詰め寄るカイジに対し、和也は今回に限り特別な処置としてその3人のゲームそのものをカイジに譲渡とし、これより3人の処遇はカイジにまかせると提案。ただし、カイジが光山に対してきちんと所定の賞金7045万円の支払いをしてやることを条件とする。
目の前で人が死ぬのは見たくはない、が、同時に、どうして赤の他人のためにそんなことをしてやらなければならないのかと激しく迷ったカイジだったが、和也に暗証番号を教えられた瞬間、思わず無意識にボタンを打ち込んでしまい、結果的に光山の賞金7045万円をカイジが支払い、チャンとマリオの2人を救命することとなる。
命の恩人となったカイジに感謝したチャンとマリオの二人はカイジの力になりたいと申し出、カイジもそれを了承、仲間に引き入れる。しかしそんな彼らの様子を見ていた和也はしょせん一時的な結束・金で繋がってるに過ぎない似非の友情は気味が悪い、カイジはどこか偽善的であると不信感を募らせる。
その後、本来、予定していた倉庫へと移動し新たなギャンブル「ワン・ポーカー」で決着をつけることに。カイジVS和也の対決の火蓋が切られた。

#### ワン・ポーカー編
ワン・ポーカー
カイジは圧倒的に不利なスタートから混戦へ持ち込むものの、和也に敗北。4億円を失うところを和也の提案により、カイジの命をライフへと換算し延長戦へと突入。その後、カイジ自らの命を賭けた延長戦でも、再度、和也に完敗したカイジは気絶してしまう。
だが、カイジの気絶中、処刑寸前にチャンとマリオは和也へと詰め寄り、自分たちの命を追加のライフにしてカイジを助けるようにと交渉。譲歩した和也はカイジへの処刑を中止し、勝負は3人の命を賭けた再延長戦にまで突入する。
2度の勝利を得ながらも延長戦を許し、カイジたちの命を顧みない狂気に翻弄され追い込まれた和也は、苦渋の決断により人生初の禁断のイカサマを発動。そして4人全員の命を賭ける乱戦へと発展した闘いは、24回戦に及ぶ死闘の末に最終的にカイジが勝利、24億円の大金を得た。

#### 24億脱出編
「ワン・ポーカー」に勝利したカイジたちは、敗者となった和也を処刑の危機から救出するも、落下のショックにより和也は意識不明に。帝愛による報復の危機を恐れたカイジは、勝ち金を無事に持ち帰るため逃走を開始する。逃走のため、倉庫を出た直後、チャンとマリオはアパートへ立ち寄りパスポートなどの手荷物を回収。カイジは坂崎の家に寄り、配当と称し約1億円を渡し、別れの挨拶を済ませる。
倉庫からの逃走に使った軽トラックから足がつくことを恐れたカイジたちは、チャンが一人、広島まで軽トラックを廃棄しに行くこととなる。その間のひとまずの拠点・待機場所とするためにカイジは住宅街の空き家に目をつけ、そこで寝泊まりをすることに決める。一人遠征に出たチャンは途中アクシデントに見舞われ、道に迷うなどの紆余曲折を経た後、無事に軽トラックを廃棄、カイジとマリオの待つ空き家へと帰還する。
チャンの帰還後、カイジは現金23億円というかさばる紙幣を抱えたままの逃亡生活を送るに適したキャンピングカーを、個人経営のディーラーから無期限借用の形で入手し、店名から「地球のど真ん中号」と命名。更に不慮のアクシデントに備え3人共携帯電話と充電器を購入し、現金圧縮のための預金についての計画、並びに国外逃亡後の作戦会議を始める。一方、帝愛では、カイジと縁のあった遠藤が黒崎の命によりカイジとチャンとマリオ捜索本部の部長に抜擢され、全国の帝愛負債者や関係各所、協力の元で捜索を始める。
カイジ達は、今ある手持ちの現金を「複数の銀行に少しずつ分散させ預金をする」という考えに至るも、カイジは通帳を作る際に必要な身分証明書（国民健康保険証）を携帯しておらず、実家の団地に取りに行かねばならないということを思い出す。団地の敷地内には帝愛による監視の車が待機していたが、カイジは変装をして見張りの意識をそらして実家の部屋への侵入に成功し母・初江との再会を果たす。監視班に合流した遠藤の姿を見かけ部屋から出られなくなってしまうが、隙を突き団地からの脱出に成功する。
チャンとマリオと合流し、銀行に1000万円ずつの預金を3人で手分けして開始する。一時は順調に進んでいたが、ある銀行で帝愛負債者の中阪が落としたチラシから、帝愛がカイジ達を「24(億円)組」として賞金首に指定している事を知る。間一髪その場を離れたカイジは2人にその事を知らせ、預金旅の中断案も出たが、逆に裏をかく事ができるとカイジは妙案を思い付き、見事に遠藤や帝愛関係者たちの目を欺いて着実に預金を進める。
道中、オートキャンプ場で出会ったキャンパーとしばしの親交を深める。しかしその翌日、コンビニで食料を購入した際に遭遇した帝愛負債者とのカーチェイスとなり、更には移動の足となる「地球のど真ん中号」がガス欠寸前となるも、名刺を貰ったキャンパーの協力や、カイジの機転でやり過ごす事に成功。その後はキャンパーの石高の自宅に歓迎された上、「地球のど真ん中号」と石高のキャンピングカーを交換した他、不動産屋を営む木崎の助言でアジトとなる空家を契約し借りる事となる。
家を借りた後、リサイクルショップで必要最低限の家具を購入し、更にカイジ達の動向を推察し心を開いたリサイクルショップの経営者から連絡が着く様に名刺を貰う。一方、カイジはその経営者を帝愛が来た際の非常ベルの様に利用する事にした。また方針を修正し、車中泊0で毎日アジトへ帰還すると決める。そしてアジトを正式な住所として登録したことで、銀行からキャッシュカードを郵送してもらうことと、預金をATMで引き出すことができるようになる。
ある日、散歩に出かけたマリオは、百貨店の垂れ幕を見て、故郷の母にプレゼントを贈ろうと思って入店する。だがそれをあの光山に目撃されていた。帝愛に通報が入り、遠藤は30人体制で百貨店ごとマリオを取り囲む。包囲に気づいたマリオは、カイジとチャンに電話する。2人は救出のために百貨店に向かい、個人タクシーの運転手を味方につけ、マリオを脱出させて離脱する。一方で失敗続きの遠藤は、兵藤会長に呼び出されて死の制裁を突きつけられるが、黒崎の機転で九死に一生を得る。

## 登場ギャンブル

### 限定ジャンケン
本作に登場した最初のギャンブル。大型客船「エスポワール」で開催される「第3回・クリエイティブクルーズ」で登場。
参加者それぞれに、星3つと星を貼り付けるマジックテープ、グー、チョキ、パーの3種4枚ずつ、計12枚のカードが配られる。カードを1回につき1枚使用して、他の参加者とジャンケン勝負をする。勝負のやり方は、まず対戦相手を探し、承諾を得たら船内にあるボックスを挟んで1対1で向かい合う。次に「チェック」で自分が出すカードを確かめ、「セット」で伏せて提出（この時点でもう変更は出来ない）。そして「オープン」で同時にカードを公開。勝った者は負けた者から星を1つもらう（あいこの場合は引き分け扱いとなり、星の移動はなし）。使ったカードは結果に関係なくボックスに開いている穴に投入し二度と使用することは出来ない。投入されたカードは即座に自動的に集計される。船内の電光掲示板には「残り時間」と、「グー、チョキ、パー、それぞれあと何枚ずつ残っているか」がリアルタイムで表示される。所持するカードを全て使い切った時点で、星を3つ以上持っていれば「勝ち」となる。
「負け」となる条件は次の通り。
1. 制限時間である4時間終了時にカードを使い切れていなかった場合
2. 制限時間終了時に星が規定数[注 1]に足りていなかった場合
3. 星が無くなった場合

基本的に「負け」となった者は別室送りにされる。ただし例外も存在し、また「負け」とは別に主催者側の判断で別室送りにされる場合もある。別室送りに関する事項は次の通り。
1. 「負け」の条件の1または3を満たした場合は即座に別室送りとなる。
2. 「負け」の条件のうち2のみを満たした状態（制限時間終了時に星が規定未満でカードが0枚）では、本来なら即別室送りとなるべきであるが、この場合に限り10分間の星の売買タイムが設けられ、そこで星が規定に達しなかった場合をもって別室送りの扱いとなる[注 2][注 3]。
3. 作中では、ルールで禁止されているカード破棄を行った参加者が別室送りにされている。
4. 他にも、暴力行為については別室送りに処する警告が主催者側からなされている[注 4]。

その他のルールに関しては次の通り。主催者側はゲームに関する情報を最低限しか出さないスタンスを取っているため、隠れたルールも多い。
1. 勝負前に全参加者へ最低100万円、最高1,000万円（30歳以上は最高500万円）が貸し付けられる。金額は各参加者が決められるが、貸し付けそのものは必ず受けなければならない決まりとなっている。10分ごとに利子が加算される「10分複利」で、利率は1.5%[注 5]。
この貸付はギャンブルの内容が伝えられる前に行われる[注 6]。
この金の使い方は一切自由と説明されている。
4時間いっぱいまで勝負をした場合、約4割増しの金利となり、またその旨は主催者側により説明されるが、実際は参加者全員に4時間分の金利が課せられるわけではなく、勝ち上がった者はゲームスタートからその勝ち上がりまでの時間により金利が計算される[注 3]。
2. 「勝ち」の条件を満たすための星数は本来3つであるが、それは初参加者の場合であり、リピーターの場合は4つ必要となる[注 3]。
3. 「勝ち」の条件を満たせばその時点で勝ち上がりとなるわけではない。「勝ち」の条件を満たした状態で「あがり」を申告することで初めて成立する。
4. 勝ち抜けた時点で規定数を超える星を持っていれば、超過分を主催者が1つにつき400万円で買い取る[注 3]。
劇中では、「勝ち」の条件を満たした者に個別にこの情報が伝えられる様子が描かれているが、該当者全員に的確に伝えられているかは疑わしい面がある[注 7]。
5. 「負け」になった者の残りのカードは、使用済みカードと同じくボックスに入れられ集計される[注 8]。
6. 勝負での使用、または失格による没収以外でカードを破棄することはルール上禁止とされているが、参加者間での合意に基づくカードの譲渡と売買は可能。また、星についても同様[注 9][注 3]。
勝負外での星やカードのやり取りが可能であるため、カードが無くなった状態で星が規定未満であっても「負け」は確定しない。また、星が規定に達した状態で所持しているカード全部を他人に渡すことで勝ち上がることも可能である。
7. 参加者同士が協力してゲームに臨むことについては特に制限は無い。
よって、仲間を組んであいこを繰り返すことでカードをノーリスク[注 10]で消費する、というような戦術も成立する。
8. 原則、1回の勝負の結果、行われるやり取りは星1つの移動であるが、当事者全員間の合意があれば以下のことが可能[注 3]。
  - 1回の勝負に複数個の星を賭けること[注 11][注 3]
  - 対戦者以外の者（共同戦線の仲間等）の星を賭けること[注 11][注 3]
9. ゲーム終了後、10分間の星の売買タイムが設けられる[注 2]。参加権があるのは「勝ち」の条件を満たしてゲーム終了まで残った者と、「負け」の条件2のみを満たしている者である。具体的に以下のことが行われる[注 3]。
  - 売買タイムの参加権がある参加者同士で星のやり取りをする。その結果、星が規定数に至った者は別室送りを免れる[注 3]。
この情報は、ゲーム終了間際に星が2個以下でカード0枚である者に個別に伝えられる。
名目上は星が足らない者に対する救済措置であるため、大抵の場合は、星が余っている者から足りない者に主催者買取額の400万円を超える500万円以上[注 12]で売られることとなる。
  - 同時並行して、既に別室送りとなっている者を別室から救出する機会が設けられる。そのためには星を3つ[注 13]主催者側に支払う必要がある[注 3]。
ただし、この別室の者の救済措置については認められてはいるものの、主催者側からは一切アナウンスはない。
救出された者は新たに売買タイムに加わる形になる[注 14]。

勝てば（厳密にいえば下船がかなった場合）その参加者の乗船までの借金を主催者が全額肩代わりする（前述の「勝負前の貸付」については乗船後の借金であるため適用されない）。
あまりに借金が多い場合は参加を断られる場合があるという。実際、岡林は他の人物にいくらか借金を肩代わりさせ、見かけ上の借金額を抑えることでようやく参加できた。
勝負前の貸し付けに関してはいわゆる暴利であるが、この船に乗っているのは、いずれも多額の債務を背負っている者ばかりであるため、借金一括返済というチャンスを考えれば「良心的金利」であると主催者は語っている。
「参加者全員に星が3つずつ配られている」という点と「星を3つ確保すれば勝ち」という点から、「参加者全員で結託してあいこを繰り返すことでカードを完全に消費しきれば、全員助かる」とも考えられるが、「最後にある星の売買のために、必ず裏切る者が出る」「余った星は主催者が買い取る」「リピーターは星4つ必要」といった要素があるため、必ず「別室送り」になる者が出る仕組みになっている。
また、ゲーム終了後の星の売買は制限時間内に規定数の星を集められなかった者を少しでも救うために認めていると主催者は語っているが、真の理由は別室送りになる者を増やすためである。星の売買を認めない場合、星の数が1つもしくは2つの者達は彼ら同士で勝負せざるを得ないが、この場合半数が星がなくなり別室送り、残りの半数が星3つ集めてクリアとなる。しかし星の売買を認めることにより皆リスクのある勝負を避けて星の売買に賭けようとするが、実際に星の売買で規定数星を集められる者はほとんどおらず、より多くの者が別室送りとなる。
別室送りになった者は腕に数字が書かれた焼印を付けられる。その後、エスポワールに乗ったままどこかへ連行される（最後の星の売買タイムで救出された者を除く）。船井が聞いた噂によれば、「新薬の実験台にされ、廃人にされる」「鎖でつながれ売春を強要される」といった過酷な運命が待ち受けているという。
作者は株価の高騰・暴落などの相場の変動を表現したかったと語っている。
実写映画版では、以下の変更がある。
- 制限時間が30分
- 星を1個100万円（計300万円）で買ってエントリーする。現金そのものの貸付はなし。星の購入資金は借金として扱われ、利率1%の1分複利が付く。ゲーム終了後に星は1個100万円で買い戻すことを明言している
- 原作での掛け声「チェック・セット・オープン」が「ジャン・ケン・ポン」に変更。また、「ケン（セット）」の部分で選択したカードを伏せる設定がなくなっている
- 別室送りにされた者はそのまま地下帝国の強制労働施設（後述）へ送られる
- ゲーム終了後にカードを使い切れずに負けた者は原作にはいなかったが、実写映画版ではカイジと石田がカードを1枚余らせてしまい別室送りになった（カイジは石田と協力してカードを減らしていたが、ポケットの中身にカードが1枚残っていたことにより石田は別室送りにされ、カイジが石田をかばって自ら石田と一緒に別室に行く）。
- ゲーム終了後の星売買のシーンがない。

劇場限定商品として、このゲームに使われるカードと星のセットが販売された。
『中間管理録トネガワ』では、考案者は佐衛門三郎二朗、ゲーム名を「限定ジャンケン」と決めたのは利根川幸雄とされている。また、使用済みカードの集計システムとして、利根川直属の黒服がボックスの中に入って人力でカウントする方法を取った。

### 鉄骨渡り
作中唯一の「身体能力のみ」を必要とするギャンブル。

#### 人間競馬
通称勇敢な男達の道（ブレイブ・メン・ロード）。
挑戦者同士のギャンブル対決ではなく、パーティーに参加した富豪がレース結果に賭け、その寺銭とパーティー参加費から賞金が支払われる人間競馬である。
ホテル内に設置された数本の鉄の一本橋（作中では4本。四角い棒状で全長25メートル。渡り始めは足の幅より少し広い程度の太さだが、先へ進むほど少しずつ細くなる）を参加者に渡らせ、参加者は渡り終えると順位に応じ大金を手にすることができる引換券を貰える。ただし参加者が地面や橋に手をつくか、橋から落ちた場合、失格となる。さらに引換券を貰うためには、他の橋の参加者を含めて決められた順位以内に入り渡り終えてしまわねばならない。作中では1回の参加者12人（3人に対し1本の計算で鉄骨が割り当てられていた）の内、1位に2,000万、2位に1,000万の券が渡された（エントリーしていたのは全部で60人、従って5レース行われた）。落下した場合、橋の下には薄いマットが敷いてあるだけの上、8mないし10mの高さがあるため、打ち所によっては負傷や死の可能性もある。なお、負傷した場合はギャンブル終了後に病院まで連れて行かれ治療を受けることができるものの、治療費は負債に加算される。
橋は4本しかないため必然的に複数人で同じ橋を渡ることになるが、横を通って追い抜くことはできないため、大金を手にするために前に出るには後ろの者は前の人間を落とさなければならない（他の参加者を押して落下させる行為は、ルール上許されている。実際、観客から「押せっ」のシュプレヒコールがかかることも多く、このギャンブル最大の見所と言える）。一方、先頭に立つ者はそのようなことをする必要はないが、先に進むにつれ橋が細くなるため、たやすく渡りきることは不可能であり、よほど差がない限りいつか追い付かれるという危険性を秘めている。
作者曰く「限定ジャンケンとは逆に、『直接体を張るギャンブル』にしたかった」と語っている。

#### 電流鉄骨渡り
無事引換券を手にしたとしても、その後には券を換金する部屋へと行くための最後の橋が待っている。この橋は幅や長さは人間競馬とほぼ同じだが、地上74メートルに位置するため落下したら即死であり、また落ちることを恐れて橋にしがみつく行為を防ぐため（利根川は「鉄骨に手を突いて渡るというぶざまな姿を客人たちに見せないため」と言っている）、橋には電流が流され、手を触れると感電のショックで橋には留まることができず転落するという、失格＝即死の戦いである。さらに橋のスタート地点から見えるゴール地点の扉は、開けると気圧変化による突風で吹き飛ばされて落下する仕組みとなっており、これを回避するにはゴール一歩手前にある純ガラス製の橋を通り、ゴールの扉の真上の窓から侵入する必要がある。このガラス製の橋はスタート地点からは確認できず、突風吹きつける橋の上ではそもそも自分の身を守るので精一杯である状況であり、ゴール付近では、ゴールが眼前にあるという心理状態のため、視認することは難しい仕掛けとなっている。なお人間競馬で失格になった者も、失格者多数で余った券や権利放棄者の券を受け取るチャンスが存在する。
最後の橋はさらに上のランクのパーティー参加者に向けた見世物であるが、ギャンブルの対象とはならない。またこれはあくまで引き替えに付随する作業であるため、引換券に切られた制限時間を過ぎない限り、渡り切るのに有した時間や挑戦者間の順位は賞金に何ら関係しない。
実写映画ではこの電流鉄骨渡りのみであるが、途中で大雨に見舞われる、ガラス製の橋がなく、気圧変化による突風を受けることを覚悟で扉を開けないといけないなど、原作よりも過酷になっている（なお、原作では途中でギブアップを要請したことから引き換えを断られたが、今作では「死んだ者（石田）の券など知らん」となっている）。また、後述の「地下強制労働施設」から抜ける唯一の方法とされており、囚人が自ら志願して参加することも可能である。
『トネガワ』では、原作での『鉄骨渡り』全体を基本的に『人間競馬』と呼称している。考案者は兵藤和尊とされている。第2回の開催に向け、兵藤の要請を受け利根川は津久井に先に行くほど細くなっている鉄骨を発注させるが、報・連・相が苦手な津久井は、その性格が災いして鉄骨の用意に失敗し、苦肉の策として物干し竿を採用した。結局、参加者がギブアップで全員生還となり、兵藤の怒りを買った。

### Eカード
2人対戦用カードゲーム。EカードのEは皇帝 (Emperor) から来ている。
「皇帝」（1枚）「市民」（8枚・各4枚1セットで、一枚ずつ微妙にイラストが異なる）「奴隷」（1枚）の3種類（計10枚）のカードを使用する。これらのカードにはジャンケン同様三すくみの関係があり、「皇帝側（「皇帝」1枚,「市民」4枚）」と「奴隷側（「奴隷」1枚,「市民」4枚）」に分かれ、時間差で1枚ずつ出し合って勝敗を決める。三者の関係については、「皇帝」>「市民」>「奴隷」>「皇帝」である。「皇帝」は「市民」に勝ち（「皇帝」は「市民」を支配する権限を持っているため）、「市民」は「奴隷」に勝ち（「市民」は「奴隷」より地位や生活が担保されているため）、「奴隷」は「皇帝」に勝つ（「奴隷」はどうしようもないクズであり、その執念で「皇帝」を討つ）という意味である。兵藤曰く、「Eカードは社会の縮図だが、現実そのままでは味気なさ過ぎるので、若干だが夢を持たせた」とある。
通常のジャンケンと異なる最大の特徴は、両者が所持するカードの構成が平等ではないことである。前述した通り、「皇帝側」は「皇帝」カードを1枚と「市民」カードを4枚、「奴隷側」は「奴隷」カードを1枚、「市民」カードを4枚持つ。最も多い「市民」同士であればあいこになるだけなので、事実上「皇帝」もしくは「奴隷」による1勝で決まる。3戦ごとに「皇帝側」と「奴隷側」を入れ替えて再スタートし、計12戦を行う（映画では3本勝負）。
「奴隷側」は、「皇帝側」のたった1枚の「皇帝」に合わせて1枚の「奴隷」を出さなければならないが、「皇帝側」は4/5を占める「市民」のどれかに合わせて「皇帝」を1枚だけ出せれば勝てる上、「市民」を出しているうちに「奴隷側」が読みを誤り、「奴隷」を出して自滅するという勝ちパターンもあるため、「皇帝側」がルール上有利になっている。この格差を埋め合わせるため、「奴隷側」で勝利した場合の報酬は通常の5倍（映画では10倍）とされている。ただし、カイジの場合は「皇帝側」で負けても針が5倍の距離進むことはないと設定された。
カードを提出する順番は、1、3ターン目の提出は「皇帝側」が先出し、2、4ターン目は「奴隷側」が先出しとなる。カードは1ターンにつき5分以内に伏せた状態で出すが、後出し側は自分がカードを出す前に先出し側の顔色をうかがうことが可能である。また、両者ともカードを出す際は、無作為なカードの選出を行ってはならない。最低一度はカードの表を見てからカードを出さなければ反則となる。これはあくまでEカードは心理戦を主とするゲームであり、運で勝敗を決めるものではないからという理由で説明される。
5枚あるカードを1枚ずつ出して行くため理論上は5ターンまであるが、勝ち負けが発生するのは「皇帝」や「奴隷」のカードが出された回のみであり、4ターン連続で「市民」同士になった場合、残ったカードは「皇帝」と「奴隷」だけになるため、最大で4ターンで勝敗が確定し1戦が終了となる。
本来は大金を賭けて勝負するが、カイジは無一文であったため、目もしくは耳を賭けることとなった。リモコン操作で針が進むという装置を目や耳に取り付けて1mm単位で賭け、30mm分負けると針が眼球や鼓膜に到達する（このゲームは「聴力を賭けた勝負」とされるが、鼓膜は破れても自然と再生するので、聴力を失うのは一時的なものであって、致命的な影響はない）。この装置は一旦装着すると専用の工具を使わない限り外せず、無理に外そうとするとリモコンのアラームが鳴る。
勝った時に受け取れる金額のレートは1mmにつき「皇帝側」なら10万円、「奴隷側」なら50万円。30mm分負けて針が器官に到達すれば、12回戦行っていなくても、その時点でゲームオーバーとなり終了するが、実はこの装置は別の箇所にも使用できるようになっており、針は最大45mmまで伸びる。
このカードはニンテンドーDS用ソフト『逆境無頼カイジ Death or Survival』の予約特典として存在し、実際にプレイすることができる。過去に一般販売され、ペリカも付属していた。
実写映画版では、以下の変更がある。
- 勝負は12勝負ではなく、3回勝負。よってカードの交換はない。
- 原作では聴力をかけていたが、映画では普通に現金をかけている。
- 上記の設定変更により、利根川のイカサマは耳の装置から、カイジの肩に埋め込まれたICチップに変更。
- 奴隷側で勝った場合もらえる額は賭けた金の10倍。
- カードの提出は常に奴隷の先出しとなっている。
- 利根川が敗北した際、焼き土下座ではなく、地下帝国の永住権剥奪、そして地下で無期限の労働が科せられた（正確には扱いは他の地下労働者と同じだが、優秀さを買われ地上で働く工作員となっている）。

劇場限定商品として、このゲームに使われるカードのセットが販売された。
『トネガワ』では、考案者は蟹江優作となっている。

### ティッシュ箱くじ引き
Eカードで勝利したカイジが兵藤との勝負をするために考え出したギャンブル。空にしたティッシュ箱にペーパータオルで作ったクジ（○を書いた当たりクジ1枚とはずれクジ数十枚）を入れ、交互にクジを引いて先に○を引いた方が勝ちという単純なもの。
兵藤はカイジとの勝負を受ける条件として、以下のことを要求した。
- イカサマ防止のため、団子状に丸めた当たりクジは無効とする。引く時は腕まくりし、直前に指の股を開いて互いにチェックする。
- 兵藤から先にクジを引く。
- 兵藤が負ければカイジに1億円を支払い、カイジが負ければEカードで得た2,000万円を兵藤に払った上で、自らの片手の指4本（指1本につき2,000万）を切断される[注 18]。

### 地下チンチロ
地下王国の事情を加味し、特別ルールを付け足した変則的なチンチロリン。考案者はE班班長・大槻。
1人が親でそれ以外が子となり、出目の強弱を子1人1人が個別に親と比べ合い、勝った方が賭け金を役に決められた倍数で受け取ることができる（賭け金は子が決める）。なお役目は456（シゴロ）が2倍づけ、2 - 6ゾロが3倍づけ、1（ピン）ゾロが5倍づけ、123（ヒフミ）が2倍払いである。また、地下オリジナルルールとして、
- 親の目に関係なく子も振ることが出来る（=親の総取り・総払いなし）。
- 親をスルーすることが出来る。
- 親の連続はどんなに勝っても2回まで。ただし、1回目に親が1の目・目なし・123・ションベン（サイコロがドンブリから飛び出る）を出したら、そこで親は終了。それ以外は必ず2回目の親をする。
- 賭け金の上限は2万ペリカである。ただし、親と子の間で合意があれば上限を撤廃、限定解除となり青天井とすることも可能。

これらの特殊ルールについては、大槻により「大きな勝ちも負けも無くして、金の無い地下でユルユルダラダラ勝負を楽しむため」という説明が成されたが、実は自分たちが行っている456賽によるイカサマをカモフラージュするためのものであった。
『1日外出録ハンチョウ』では「班長特権」で特例として認められている。しかし、第73話では新型ウイルスの影響で一時休止。

### パチンコ「沼」
帝愛傘下の裏カジノが有する等価交換の一発台パチンコ。考案者は一条聖也。
一玉4,000円に設定されているため通常の1,000倍のギャンブル性を持つパチンコである。挑戦するためには300万円（750発）・500万円（1,250発）・1,000万円（2,500発）のいずれかのパッキーカードを買って使うことになる。
第一の関門は異常な数で並ぶ釘の森であり、釘の設定は基本的に100発中1発がチューリップの手前に届くように設定してある（この通常時は設定Cといって、他にも月1回30発中1発が届く設定Aの日や、月5回ほど60発中1発が届く設定Bの日もある）。第二の関門は、電動チューリップ上部に配置されている可動役物で、ランダムな動きで玉を弾く。第三の関門が内部の3段クルーンで、1段目のクルーンには3つの穴、2段目には4つ、3段目には5つの穴が空いている。1段目・2段目の手前穴1つずつは下段に落ちる穴であり、回転しながら順に通過して3段目で奥の当り穴に玉が入ると、ジャックポットとなる。ジャックポットは、その時点でストックされている玉すべてを獲得できる。ジャックポット以外に当り穴はなくすべてアウト玉となる。この台のストックはアウト玉の蓄積であり、ストックがない時には最低3億円（75,000発）分を店が保証する。
上記のことから、理論上のジャックポット確率は、「1/30 or 1/60 or 1/100（それぞれ前述の設定A・B・Cの場合の釘ゾーン）」×1/3（可動役物）×1/60（3段クルーン）＝「1/5,400（5,400回転＝2,160万円分の玉を使って約63%の確率で当選） or 1/10,800（同10,800回転＝4,320万円分） or 1/18,000（同18,000回転＝7,200万円分）」になるが、実際は様々な場所に挑戦者に告知されていない鉄壁の防御が施されており、通常のプレイでは攻略することはできない。
電動チューリップ上の可動役物は、店側から遠隔操作でタイミングを計って閉じてしまうことが可能（通称「ブロック」）。ここを乗り越えたとしても、「クルーン自体」・「パチンコ台本体」・「台周辺のプレイスペース」と3系統に分散した手前への傾斜（リモコン操作で奥に傾けることも可能）に加え、3段目の奥にある当たりの穴の外側に透明なコブが存在し、通常考え得る形での入賞の可能性を潰している。さらに、通常は「あからさま過ぎる」として没になっているが、緊急時には店側の操作によって、3段目の当たり穴の周囲から空気が噴出できる装置も存在する（ただし、浮かせたり 吹き飛ばしたりできるほどのパワーはない）。また客が台を打つ前には身体・荷物の検査や磁気チェックを行い、さらに台周辺は24時間モニタリングし、遊技には常に店員が立ち会う。またゴトを防止するため、磁石に反応しない真鍮製の弾を不定期に使用している。
カイジたちの前にも多くの者が挑戦したが、実際にジャックポットを出した人物（「達成者」と呼ばれる）は、建前上はカジノ側の接待（帝愛サイドによる賞金の回収、つまり仕掛けもなく簡単に出せる状態）によって出した兵藤と利根川だけであった。
なお、前述の通りこの台は等価交換で、原則としてジャックポットを出せなかった者のつぎ込んだ玉が丸々次の挑戦者への賞金として積み立てられていくため、（いずれジャックポットを出される前提である以上は）理論上、いつまでも店には儲けが出ない。そればかりか、こちらも前述の通りどんなにジャックポットが貯まってなくても3億円分は店が保障するので、そこまで貯まらないうちにジャックポットを出されようものなら3億円に満たない分店の損失になってしまう。しかし帝愛の人間に対し接待を行うことで、積み立てられた賞金を回収する意味合いを持つと同時に、表向きには「確率は限りなく低いが当たりはある」とアピールすることによって、挑戦者が後を絶たない状況、ひいては「沼」が店の象徴として君臨する状況を生み出している。
原作では通常のパチンコ機の1.5倍程度の大きさ（坂崎の台詞より）で描かれているのに対し、実写映画版ではカジノの壁一面を占める「巨大モンスターマシーン」として描写されている。また、電動チューリップ上部の可動役物がなくなっている。なお、ジャックポットを達成した人物が兵藤と黒崎に変更されている。
『トネガワ』では本編においての利根川に対する接待の様子が描かれる。この時は、釘がY字状に配置され9割の確率で玉がチューリップへ到達する設定Y、タイミングを計って開くように操作された可動役物、そしてクルーンの外れ穴からアウト玉が飛び出す「フェニックスシステム」が採用され、その結果利根川はジャックポットを出すのだが、余りにも露骨な接待に利根川も呆れていた。

### 地雷ゲーム「17歩」
手作りの過程を省略した変則二人麻雀。帝愛グループの系列にある裏カジノの社長・村岡隆が考案。
全自動麻雀卓で山を作り、先手と後手を決める（初回のみ決め方は自由。それ以降は、勝った方が次回の先手となる）。そして、先手が左右の2山から好きな牌を1牌めくってドラを決めてスタート。互いに自分の目の前のツモ山1列分（34牌）を使って、3分の制限時間で13枚を選び出し聴牌状態の手牌を作る。手牌が出来たらゲームをスタートし、手牌として使わなかった残りの21枚の牌を先手の者から17巡終えて流局するまで順に切っていく。
性質上、ツモが無いので、和了る時は必然的に相手からのロンのみとなる。捨て牌が21なのに対し攻防は17巡のため、相手のロン牌を5つ以上捨て牌の中に抱えてしまうと、（先に相手が振り込むか、フリテン扱いにならない限り）必ず負けてしまうことになる。
振り込んで決着した場合は賭け金（両者の合意に基づく）を相手に渡さなければならないが、渡す金額は完成された役によって満貫を1単位とした倍率に基づき、跳満なら1.5倍、倍満なら2倍、三倍満なら3倍、役満なら4倍、ダブル役満なら8倍となる。両者とも振り込まないまま17巡を消化すると流局となり、賭け金を倍にして次戦に持ち越す。
その他、通常の麻雀と異なる点は次の通り。
- 満貫縛りであること。
  - 符を考慮する描写はなく、事実上の4翻縛りである[注 22]。ゲームスタート時で聴牌していることが前提であり立直で1飜は確定なので、あと3飜以上を持つ役を作らなければならない。
  - ドラも4翻縛りに数えていい。ただし裏ドラは和了後の余禄扱いのため、表ドラと役で4飜以上にならない場合は和了れない。
  - 一発や河底などの一部の偶然役も4翻縛りに含んでいい。
  - 片アガリで満貫到達を狙ってもいい。
- フリテンに関するルールは基本的には通常の麻雀と同じ。
  - 複数の和了形を持つ手役において、満貫以上になる待ちとそうでない待ちがある場合、満貫にならない方のロン牌を先に切られた場合ロンできないが、その後に満貫以上になる待ちのロン牌を切られてもフリテン扱いとなるため和了ることはできない。
  - 自分で自分のロン牌を切ってしまった場合もフリテン扱いとなる。
- ゲーム開始時に聴牌していなくても、立直はしなければならないが、アガリ放棄として続行し流局になった場合でもノーテン立直は問われない[注 23]（といっても34枚の牌であればほぼ確実に聴牌形を作ることができる）。
- 天和・地和・海底摸月・門前自摸和・ダブル立直・人和・嶺上開花・搶槓・三槓子・四槓子・流し満貫はない。
  - 天和・地和・海底・門前自摸和については、このゲームにツモ上がりが存在しないことによる。
  - カンがないので嶺上開花、搶槓、三槓子、四槓子もない。また「リーチ後の待ちの変わらない暗カン」も出来ない。
  - 最初に牌を切る時に必ず立直をするが、ダブル立直ではなく通常の立直として扱う（すなわちダブル立直はない）。
  - 相手の捨て牌の第一打で和了った際は人和ではなく、一発の扱いになる（すなわち人和はない）。
- 河底撈魚は、最後の捨て牌を捨てるのは必ず後手番なので必然的に先手番の時しか出来ない。
- 常に場風牌は東、門風牌は先手番・後手番に関係なく西で固定[注 24]。2人だけの麻雀でいちいち変化するのが面倒というのが理由。
- 親と子の制度もない。和了得点の格差により、レートアップをしていきにくいのが理由[注 25]。
- なお、国士無双十三面待ちや純正九蓮宝燈等はダブル役満扱いなのかどうか、先手が最初の捨て牌で（後手がリーチ宣言をする前に）振り込んだ場合、立直を和了役に加えるのかどうかなどは劇中では触れられていない。

### 愛よりも剣
兵藤和也が執筆した小説（作中作）『愛よりも剣』内に登場するギャンブル。実はこの小説は、和也が実際に執行した制裁を基にしたものである（設定や役名は変更してあり、表向きにはフィクションということになっている）。
金を持ってヤクザの組長から逃げようとした男女2人に組長（本来は和也）が課した刑。足部分に2箇所、胴部分に5箇所剣を刺す穴のある箱2つ、鉄板9枚、剣9本を使ったギャンブル。まず、2人がそれぞれの箱の中に入り、剣を刺す穴を2人交互に指定し、その穴に剣を刺していく。このとき、自分の方の穴を指定する必要はなく、相手の方の穴を指定してもよい。なお、計14箇所の穴のうち、9箇所は鉄板が入っており、そこに剣を刺しても鉄板で止まり体には刺さらないようになっているため、9本の剣全てを鉄板入りの穴を指定することができれば2人とも無傷で終わる。しかし、残りの5箇所には鉄板は入っておらず、そこに剣を刺すと体に刺さり、足の場合は大ケガ、胴の場合は即死するとは限らないが死亡が確定する。9本の剣を刺したら終了。ただし片方が絶命しても剣が残っていたら続行、死亡してからは残りは生き残った方が全て指定する。この場合でも死亡した相手の箱にまだ剣を刺していない穴が残っていればそこを指定することもできる。9本全て刺し終わった時点で生き残っていれば、その後はヤクザ達からの干渉から解放される。

### 和也プロデュース
和也が不定期に開催しているギャンブルの総称。和也曰く 「救世主的行為」
主に債務者の中でも、もう首を括るしかないような巨額の借金をもつ、特に劣悪な多重債務者を優先して参加を募ることが多いが、過去には和也の同級生が参加したこともある。基本的には和也が立会人となり参加者同士1対1での勝負となる。いつも同じ決まったゲームをしているのか、ゲームの種類が複数あるのかは不明だが、一例として和也の回想ではテーブルについた二人の多重債務者が1対1でカードゲームのようなものをしている様子が描かれた。
ゲームの参加条件、勝者への賞金、敗者への処遇については以下に説明
- ゲームに参加する者は予め直葬の許可と保険金の要求・受取拒否の旨を書いた書類にサインをしなければならない。この際、希望者には遺書を書く権利が与えられる。
- ゲームに参加した時点で和也がその参加者の借金を全て肩代わりする。その為、勝者・敗者に関わらず参加者の借金はすべてチャラとなる。
- 勝者には必ず相応の賞金がキャッシュで支払われる。（金額は毎勝負で同額かは不明だが、回想シーンでは1000万円を手にいれた勝者が喜んでいる姿が描かれた。）
- 敗者には必ず死の制裁が行われ、遺体はそのまま直葬される手筈となっている。また、アフターケアサービスとして敗者には墓石＆墓地が贈られる。（直葬から墓石＆墓地・土地代、埋葬にかかる全ての費用などはサービスとして和也が用意する為、残された遺族などには金銭的な負担が掛からぬようになっている。）

### 友情確認装置「救出」
B型肝炎持ちの負債者と、その仲間2人に兵藤和也が課した友情確認ゲーム。
挑戦者は特殊な構造のヘルメットを装着して、くじ引きで決めた順に座り（前から順に「3・2・1」となっていて、後ろほど高い位置になる。席の構造上、1番席は2番・3番の様子が分かり、2番席は3番の様子のみ分かり、3番席は誰の様子も分からない）、ベルトで体を固定する。そしてルーレット（ヘルメットのランプが点滅）により、1人の「救出者」と2人の「人質」を決める。なお、実際には同じ人が連続して「救出者」に選ばれることはなく、「救出者」になった人は次のラウンドは必ず「人質」となる（言い換えれば、「人質」になった者は次のラウンドは2分の1の確率で「救出者」になることになり、さらに言い換えれば「救出者」になった次のラウンドは必ず「人質」になるが、その次のラウンドもしくはそのまた次のラウンドのどちらかで「救出者」になれる確率は4分の3もあるとも言える。なお、この設定はラウンド13をクリアした後のインターバルで公表された）。ヘルメットには大音量の音楽が流れているため、周りの声は一切聞こえない。もちろん自分のランプが点灯しているかどうかも分からない。無論、振り向いて他のランプを見ることも禁止。1ラウンド終了ごと、前方に設置された時計に「人質解放ボタン」を押した時点でのタイムが表示される（ゲーム中は表示されない）。
「救出者」に選ばれた者は、自力でそのことに気付き、スタートして30秒以上60秒以内の間（ゲーム中挑戦者にはタイマーが見えない）に席にある「ベルト解除ボタン」で自分のベルトを外し、前にある「人質解放ボタン」を押せばクリア。クリアするごとに賭け金が倍々ゲームで増えていき、1億円を突破すれば挑戦者の勝利、1億円を貰える（今回の挑戦者は所持金が2,150円だったため、1億を突破するには16回連続でクリアしなければならない。なお、16ラウンドをクリアした場合、本来の賞金額は1億4090万2400円になるが、最終的な金額は1億円でストップされる）。クリアした後は、その時ボタンを押したのがスタートしてから何秒後（ただし秒未満は切り捨て）だったかが全員に知らされた上で、もう一度くじ引きで席をシャッフルして続行する。
ただし、スタートしてから30秒未満の内に救出者が人質解放ボタンを押した場合は失格。全員命は助かるが、賭け金は没収されてこの後の挑戦権も失う。救出者が人質解放ボタンを押さないまま61秒経ったり、人質が人質解放ボタンを押した場合、「人質」2人のヘルメットの中敷がリモコン操作により膨張して、頭蓋骨や脳を1分と時間をかけて圧迫・粉砕し、人質2人は死亡する。また、ベルト解除ボタンは最初に押されたものだけが有効であるため、誤って「人質」がベルト解除ボタンを押してベルトを解除した場合、その後に救出者がいくらボタンを押しても救出者のベルトは解除されないため、その時点で救出失敗・人質の死亡が確定する。なお、救出失敗の場合生き残った救出者を勝者とみなし、クリアの場合と同様に賭け金を倍にした状態でゲームそのものは終了。その賭け金は救出者が独り占めとする（言い換えれば「人質2人を見殺しにすれば、賞金を独り占めできる」、さらには「早く人質を見殺しにして賞金を独り占めしないと逆に見殺しにされる恐れがある」ともいえる）。
前もってゲーム参加者3人が打ち合わせなどできないように、ルールや攻略法の説明は1人ずつ個別に行われる。何より時計も持たずプレイヤーの体内時計による感覚という曖昧なものと、プレイヤー間での意志の疎通ができない状況のため、「救出者」がより下の段の者であるほど、その難易度は格段に上がる。
1ゲーム終わるごとに救出者がボタンを押した秒数を全員が確認することができる時計が設置されている。また合図等は原則として禁止ではあるが、これは予めゲーム前に相談などで決めることを禁止している側面からゲーム中に開発した「以心伝心システム」の手首の小さな上げ下げなどは黙認されている。しかし、ルールそのものが「人質を見殺しにすれば、賭け金は倍になった上で独り占めできるが、それをやらないでいると逆に見殺しの危険に晒される」という裏切りを扇動する構造になっているため、実際には3人での完全制覇は困難を極める。

### ワン・ポーカー
このゲーム専用の装置「マザー・ソフィー」（和也曰く、「一度電源を入れたらどちらかが破滅するまで止まらない神聖な怪物」）に座って行われる2人用のポーカー。その名の通り、互いに一枚のカードを使って勝負する（「戦争」に近い）。マザー・ソフィー自体は帝愛所有の倉庫内にあるタワーの頂上に存在する。全てが機械仕掛けであり、対戦する2人の資金を除けば、おそらく（和也が把握する限りでは）完全公平なギャンブルマシーン。
まず、ジョーカーを抜いたトランプ3セットを入念にシャッフルし、1つの山を作る。そこにどちらか一人が「カッティングカード」と呼ばれるプラスチックの板を差し込み、そこより上のカードを破棄し、残った分を「神の手」と呼ばれるカード分配装置にセットする。そして、椅子に座りベルトを装着することで電源を入れる。その後、タッチパネルで名前と所持ライフ（後述）を入力して準備完了となる。はじめに両者ともに2枚ずつ手札が配られ、その2枚を自分の目の前にあるカード提示ボックスに表向きに置く（もちろん相手からは見えない）。するとその手札をカメラが読み取り、手札の内容がUP (A - 8) かDOWN (7 - 2) をランプで相手に知らせる。
UPが2つ点灯すれば2枚ともA - 8、DOWNが2つ点灯すれば2枚とも7 - 2、両方が1つずつ点灯すれば1枚はA - 8、もう1枚は7 - 2となる。これを踏まえた上で、2枚のうち1枚を裏向きに提出、その後、通常のポーカーと同様にライフ（後述）を積み合い、賭け金が折り合ったらカードをオープンして勝負。数字の大きさで判定し、Aが最も強く、2が最も弱い。ただし、Aと2がぶつかった場合に限り2の勝ちとなる（和也曰く、Eカードで奴隷が皇帝に勝つのと同じらしい）。同じ数字同士の場合はスートに関係なく引き分け。1ゲームが終わるごとに使ったカードは捨て、また1枚ずつ手札を補充する。カードを配る順番は、直前のラウンドで勝った方から先に配られる。ただし、最初の手札2枚はタッチパネルのそばにあるボタンを押した方（話し合いによって決める）から先に配られる。なお、使用しなかった方のカードは手元に残る。そのため、負ける確率が高いからと言ってDOWNを出さずにいると、いずれ両方DOWNというどうしようもない状況になりかねないため、敗北覚悟か相手の裏をかくかでDOWNを破棄する駆け引きが必要となってくる。また、ダブルUPvsダブルDOWNという状況になった場合、ダブルUP側の勝ちがどちらの側から見ても濃厚であるため、常識的にはどちらも2枚のカードの内、弱い方を出すのがセオリーであるが、あえて強い方を出すことによってもう1枚はさらに強いカードであると思わせる駆け引きもある。
作中でカイジと和也が勝負する時の最小賭け額は1ライフ。なお、「ライフ」は世間一般のサラリーマン正社員の生涯賃金とほぼ同じ2億円を1とするお金の単位である（作中では金色の人形で表現されていて、サイドテーブルに置いて管理する）。ゲーム開始後に資金を継ぎ足しライフを追加するという行為は禁止である。負けた場合、失ったライフの分だけ座席が押し込まれ（逆に勝てば押し込む）3連敗で端まで到達するが、さらに負けた場合は動きはなし。端に空いた穴から落ちるわけではなく、形勢の優劣を分かりやすく見せるための仕掛けである（ただし後述する「赤ライフ」を賭けた場合、話は別となる）。
通常のポーカーと同様に、ライフのレイズ（上乗せ）も可能。カードを出した後、お互いにソフィーから「コール or レイズ？」と尋ねられるので、レイズを宣言したい場合、手持ちのライフから任意の数を場に追加する。相手は「レイズ or ドロップ？」と尋ねられるので、ドロップ（降り）をしないならライフを相手と同じ数だけ上乗せしてコールするか、また相手よりも上乗せして逆レイズする。この時に相手がコールボタンを押して勝負を求めても、再度レイズを仕掛けることも可能である。この手順を繰り返して最終的に両者がコールボタンを押すか、ライフが両者の釣り合う数である天井（例えば片方の手持ちが5つ、もう片方が3つなら最大3つ）まで達したらコールとなる。コール前にドロップで決着が付いた場合は、ドロップした側が賭けていたライフを失い、カードは勝負とは関係なく開いてお互いに見せる。
どちらかがライフを全て失い「バンクラプシー」（破産）となった時点でゲームセット。その際、サイドテーブルの引き出しを開けるように促され、本人が希望すれば中に入っている赤い人形（すなわち自分の生命）を賭けてゲームを続行できる（賭けると発光し、赤ライフ用のプログラムが起動する）。もしこれを失った場合、「敗者処刑システム」が作動。椅子がさらに後退し、椅子ごと逆さまに吊るされた状態でベルトが解除・収納され頭から落下、確実に即死となる。救済チャンスとして、22.5°に設定された網がルーレットのように回転しているのをお互いの引き出しに入っているスイッチで止めてそれにしがみつけるようになっているが、確実に網の中心を捉えなければ弾かれて結局、落下してしまう。和也がマネキンで試した結果、満足にセーフな位置で止められなかった上に、止められたとしてもバウンドして落下してしまうなど、その成功率は絶望的である。なお、このスイッチを5秒間以上押し続けると処刑が中止される。ここで勝った場合、その後、赤ライフを賭けるかどうかは自由であり、次の終了は通常のライフが無くなった時点とすることもできる。但し、一度でも赤ライフを賭けてしまうとレイズの上限も相手の「赤ライフも含めた」ライフ数となるため、自分の通常ライフ数を超えるライフまでレイズされたら、赤ライフを賭けるかそれが嫌ならドロップするしかなくなる。

### 実写映画版のギャンブル
原作未登場ではあるが、映画の脚本にも参加した原作者の福本が考案した。

#### 姫と奴隷
一条が支配人を務める裏カジノで行われているアトラクションで、鉄骨渡りに代わる「新ブレイブ・メン・ロード」である。
奴隷（多額の負債を負った挑戦者）が、3か所の檻を前にした逃げ場の無い空間に足を枷で繋がれた状態で閉じ込められる。奴隷は3個のボタンのいずれか一つだけを押すことができ、ボタンを押すとそれに連動した檻が1か所開く。姫（挑戦者の仲間）が入った檻を開ければ賞金3000万を手にして解放されるが、それ以外の檻にはライオンが入っており開けると襲われ死ぬ。
どのボタンが当たりであるかはその場で姫に通知される。姫はその内容を奴隷に教えても構わない。しかし姫は奴隷が死ねば単独で300万が手に入るため、当たりのボタンを教えてくれる保証は無い。奴隷は姫の発言の真偽を正しく見抜けなければ命の危険に晒される。得られる金額的に姫が裏切る理由は無いように見えるが、奴隷は多額の負債を負った者から選ばれるようになっており、3000万円を手に入れても負債の返済でほぼ無くなる事が前提になっている。
元々は『姫と虎』という名前にする予定だったが虎が調達できずライオンに変更されたため名前も変わった。元ネタはフランク・ストックトンの小説『女か虎か』。

#### バベルの塔
スタッフのピストルの合図でゲームがスタートし、同時に目的地となるビルの場所が垂れ幕によって伝えられる。いち早く該当ビルの屋上に到着し高さ約8mの棒の頂上に貼られたカードに最初に触れた参加者が勝者となる。カードの表面は人生逆転カードと呼ばれ、電卓のように数字を打ち込むことでその分のお金が獲得できる（上限は9億9999万円）。裏面は魔法のキーで、人生を変える極秘情報が得られる。勝者はカードの表か裏のどちらか1つを選択することが出来る。

#### ドリームジャンプ
変則のロシアンルーレットギャンブル。10本あるロープの中から1つを選び、バンジージャンプの要領で落とされる。1本だけある当たりのロープを選べば地面すれすれで止まって生還でき大金を手に入れることができるが、残りの9本は固定されておらずそのまま地面に叩きつけられ死亡する。
本来は人間競馬のように富豪たちがどのロープが当たりかに賭けるギャンブルであるが、カイジが参加した回は投票券を買った客がおらず参加者もカイジ1人だったため、カイジが生還すればカイジが持ち込んだ賭け金を10倍にするという特別ルールが用いられた。

#### 最後の審判 -人間秤-
保有資産が拮抗している2名の参加者が全財産を金塊に換え、天秤ばかりの上に乗ってその重さを競い合うギャンブル。参加者自身の保有資産に加え4つの「F」で表される支援者を付けることができ、ゲーム前やゲーム中にいかに相手方の支援者を説得して自陣に取り込めるかが鍵となる。
支援者は大きくFRIEND（フレンド）、FIXER（フィクサー）、FAMILY（ファミリー）の3つに分けられ、ルーレットによりその順番が決定する。現金だけでなく芸術品や土地の権利書といった金目の物も最新鋭のシステムを導入した鑑定機で金塊に変えることができる。またFAN（ファン）と呼ばれる観客は勝つと思う側の秤に金貨を投票できる。金貨にはナンバリングが施されており、誰がどちらの秤に投票したのか分かるようになっている。投票終了後に勝者側に投票していた場合、掛け金の2倍の金額を受け取ることができる。しかし天秤は時間と共に上昇していきFANの投票時間であるゲーム終了間際にはかなり高い位置になっているため、必然的に金貨を投げ入れる形になり秤に乗らずに地面に落ちることもある。この場合金貨は元締めである帝愛に没収されてしまう。
また、FANによる金貨投票が多すぎる場合、勝利時の取り分が少なくなってしまう。そのため圧倒的に有利だと判断した場合にはわざと自分への投票をやめるよう呼びかけることもある。

#### ゴールドジャンケン
高倉浩介が接待目的で頻繁に行っているゲーム。ルールは普通のジャンケンとあまり変わらないが、3回勝負のうち1回は必ず手のひらサイズの純金を握る、つまり3回のうち必ず1回はグーを出さなければならない。なお純金を握った上でグーで勝った場合、ボーナスとしてその純金を貰うことができる。

## その他の用語
帝愛グループ（ていあいグループ）
消費者金融を主体とする日本最大規模のコンツェルン。主に「帝愛」と呼称。『賭博破戒録』第一話の時点で創立40周年を迎えた。
会長である兵藤和尊が握る絶対的な権力の下、裏で負債者の人権・命を奪う拷問じみた凶悪なギャンブルを行わせている。幹部以外の部下達は全員サングラスと黒スーツ姿で「黒服」と呼ばれている。
『賭博堕天録』では、傘下の企業に対して多額の上納金を課していることが発覚する。
『トネガワ』では、入社試験の採用条件が厳しい様子が描かれた。
焼き土下座（やきどげざ）
「金を借りても期日までに返さない人間は、約束を破ることに抵抗を感じていない人間で、例え土下座で懇願してもそれは表面的なだけで根底から謝罪している訳ではない。心からの誠意と謝罪があれば例え焼けた鉄板の上でも土下座ができるはず」という兵藤の考えから考案された「謝罪」方法。
高温に焼けた鉄板の上で膝を付き、額と手を鉄板に付けた状態から10秒の間連続して土下座させられる。執行側はストップウォッチで正確に計測しているが、土下座する側は計測器具を一切見られない上、カウントダウン等の告知もないため、独自の目安でおおよその時間を計るしかない。土下座の時間がたとえ0.001秒でも10秒に満たなければ、10秒やり遂げるまでたとえ焼死体になろうが何回もやり直しをさせられる。膝と額と手に受ける火傷は皮が溶け肉が焼け、高熱は骨まで届くほどに想像を絶し、ためらう者は「土下座強制器具」なるもので拘束して強制的に土下座させるが、それでもためらう場合は耐熱手袋を着けた黒服たちが人力で強引に全身を押しつける。大人しく土下座をして耐えれば額と膝と手のやけどだけで済むが、暴れるものならば体全体を焼かれながら悶絶、全身重度のやけどという地獄の苦痛を味わうこととなる。作中時点で土下座強制器具なしでこれを成し遂げた者は利根川のみ。
『トネガワ』では焼き土下座用鉄板が帝愛の保養施設「億兆荘」に保管されており、その用途を知らない利根川と部下の黒服たちがバーベキューに使用した。
地下王国（ちかおうこく）
「地下」または「王国」と呼ばれている、王を自称する兵藤を始めとする帝愛幹部（例外的だが外部の人間も含む）のための超豪勢な地下核シェルター。場所は極秘にされている。グループの中でも、大きな貢献をした人物にのみその場所が知らされ、居住権が与えられる。正式名称は不明で原作では1度「地下王国」と記述されていたが、映画では「地下帝国」とされている。アニメ『破戒録編』では「帝愛王国」とも表現され（原作の該当個所では単に「帝愛の王国」となっている）、『ハンチョウ』では「強制労働施設」や「地下施設」と表現された。
「地下強制労働施設」（いわゆるタコ部屋）が併設されており、多額の債務を背負った者たちを拉致して拡張工事が行われている。懲役年数の目安は1000万円の負債で15年。地下に送られた「労働者」達は利子の支払いを免除され、計算上は働くたびに確実に元本を減らせることになっている。しかし、強制労働における日当は3500円ではあるものの借金返済分及び食費・施設利用料の名目で9割天引きされ、手取りは350円＝3500ペリカ（後述）で、1か月（週休1日で26日）で9100円＝9万1千ペリカとなっており、事実上暴利が強制労働に形を変えただけである。
ここを脱するには課せられた任期まで労働を全うするか、何らかの方法で直接借金を返済するしかない。前者は『ハンチョウ』にて20年近くの任期を終えた木村が該当し、後者はカイジや45組、『ハンチョウ』にて自分に借金を押し付けた友人本人が数日も経たぬ内に全額返済した事で解放された倉本が該当する。なお、任期または返済を終えさえすれば何事もなく解放され、地上脱出後も特に帝愛が干渉する事はない模様。実写版のみ、電流鉄骨渡りをクリアする事でも地上脱出が可能となる。
スケジュールは時間厳守であり、労働者達はこれを守らなければならず、朝5時に起床し夜21時半に消灯となっており、基本的に残業は無く、週に1度休みがある仕組みになっている。
労働時間外の労働者には食事やシャワー、ベッドと睡眠時間など最低限の環境は与えられてはいるが、重労働と劣悪な環境（工事の関係で大量の粉塵が舞い上がる上に、高温の密閉空間で換気が悪い）から体を壊してしまい、治療を受けたり薬を手に入れるにも高額のペリカを支払う必要があるため、借金に相当する年数働く前に再起不能となる者も多い。
医療室では、医療免許を取得していない田沼が治療するため、その治療法が雑（麻酔なしで抜歯など）である。
給食は基本的に食堂で食べるが、『ハンチョウ』では献立は基本的に黒服が作っているため、質は最低限。しかし、黒服の一人である柳内が給食長を担当し、より質のいい献立を作った。しかし、給食長が川井に配置替えとなり、普段の質の悪い食事に戻ってしまった。しかし、川井が柳内に熱心に料理の作り方を乞うたことで徐々に上達していったが、後にあることが原因で無気力状態となり長い期間、著しく酷い食事（メインが大根おろしや胡麻など）となった。
新型ウイルスの影響下では調理担当の黒服は厳重防備で調理を行ったが、規制の緩和で黒服が作らず、労働者達が調理することになり、アルファベット順の日替わりローテーションで調理を行う。一部の労働者達は調理の経験があり、質のいいメニューが作られている。
黒崎の秘書らしい男が言うには、カイジが送られた場所よりもさらに苛酷な地下労働施設も存在する。
労働者達には厳しい規律があり、本来はペリカによる博打も禁じられている。しかし、班長が「金の貸し借りや人間関係のいざこざを含め全責任を負う」という条件で許可を得ることもできるが、それができる人材は多くはない。
監視役の黒服は地下のどこかで監視しているが、『ハンチョウ』では現場に来ている描写もある。しかし、新型ウイルスの影響でテレワーク方式の監視に変更されている。ひと昔前は脱走や反乱を企てる輩が多かったため、一時期は黒服が脅しのために高圧電流が流れる電棒を携帯していた。
作業は複数の班に分かれて行われ、A～E班の少なくとも5つの班が確認されている。カイジは地下テニス場となる場所の工事を受け持つE班に配置された。カイジによって「沼」を攻略されたため帝愛グループに約7億の損失を与えたとされた一条も送られ、借金がそのままだと1050年働かされることになった（映画版では1035年）。また、B型肝炎を患う光山も地下送りで身体を壊すまで働かされそうになっていたが、和也によって身柄を買われ、地下送りを免れている。
実写映画版では「労働者=奴隷」という意味で肩に焼印を押され、万が一脱獄する場合も考慮して焼印の部分に捜索用のマイクロチップが埋め込まれている。また、この実写映画版ではカイジは1年もたたず借金をして再び地下行きになってしまっている。
『ハンチョウ』では兵藤会長及び近しい親族の誕生日にはカレーライスの炊き出しを振る舞われる。また兵藤会長の機嫌が良い日には備品が贈られることもある（だが、機嫌が悪くなるとすぐに没収された）。基本的に本編同様の労働環境だが大晦日だけはガス抜きの意味もあって労働と規律を緩和、そして年越しそばが振る舞われる。
「班長業務」というのがあり、各班の班長が業務を行う。半年に一度には点検日があり、帝愛本社の黒服に地下工事の進捗や今後の作業内容などを労働者が1班が現場で説明し、残りの班は別室で待機する。
書庫もあり、帝愛からは10年以上前の古雑誌や古新聞が支給され保管されている。しかし、1冊1冊が帝愛によって検閲され、活発な表現（労働者達による地下反逆の決起の切っ掛け）や刺激的な表現の記事が排除されている。木村や沼川はここを利用し、木村は古雑誌や古新聞で情報を得ており、その流行語を地上で発している。沼川は奥に保管されている古雑誌の影響で発酵食品を作り始めた。
班長用個室が導入されるが、内部構造は安材工で突貫な上に三畳ほどの何もない狭い部屋。しかし、E班班長の個室は大槻と宮本が外出で得た安物のインテリア（条件つき）でリフォームされる。
特定の備品（電子機器、薬品、娯楽品、地下の秩序を乱す恐れのある危険物、動植物）の無断持ち込みは禁止されており、帝愛の許可を貰わないと持ち込めない。
しかし、第73話では新型ウイルスの影響で地下工事が休業となり、班長特権も一時禁止になる。さらに、地下でのウイルス蔓延を防ぐため、ソーシャルディスタンスを実行する。数日後には感染者が出なかったため、規制は緩和されたものの、外出禁止や黒服の監視などは強化されている。
『ハンチョウ』での大槻達のひと昔前の話では、帝愛の上層部が娯楽のために地下にダチョウを放して労働者達を追い掛け回せたり、七夕の一週間前に竹を地下に設置して労働者達に短冊で願いを書かせた後、七夕の当日に竹を燃やす光景を監視カメラ越しで見て酒を飲みながら笑っていたこともある。
作中には登場せず、存在のみが示唆されている懲罰房があり、違反行為（器物破損、作業怠惰、無断持ち込み）を犯した労働者が科せられている。A班班長の坂井が3度も規律違反を犯して科せられ、年越しの際に羽目を外して重機の上ではしゃいだ石和も科せられた。帝愛に無断でこっそり発酵食品を大量に作ってE班の物置スペースに集めた沼川も科せられそうになったが、発酵食品の菌が動植物や危険物に含まれていないため、免れた。しかし、第99話で沼川が黒服に工事の改善を意見したため、投獄された。
実写映画第3作では「帝愛ランド」として完成した様子が描かれている。原作と異なり地下カジノ街となっており、貧富の差は大きいものの唯一の娯楽場として多くの人で賑わっている。
ペリカ（Perica）
地下王国のみで使える通貨。兵藤和尊の肖像が描かれた紙幣が使われ、100・1000・1万の3種類の額面がある。相場は円ペッグ制であり、1円が10ペリカに相当し、一日外出等で地上に円として持ち出される場合はそのレートで交換されるが、地下では高額販売が横行している（缶ビール一本が5000ペリカ＝500円など）ため、実質企業スクリップの一種であり、事実上相場よりも低い価値しかない。この通貨で嗜好品（酒・つまみ・タバコ・菓子など）や薬など、物資を購入できる。さらに勤労奨励オプションとして、多額のペリカを払えば「一日外出券（50万、後述）」「一日個室券（15万）」「フルコースディナー（10万）」（和・洋・中の3種類がある）「サービスランチ（1・2・3万）」が得られる。
一日外出券（いちにちがいしゅつけん）
地下における勤労奨励オプションとしては最高レベルのもの。「一日」とあるが、24時間単位でカウントされる。購入者自身が指定した地域のどこかに（眠った状態で）移動され、目を覚ました時点でカウントダウンスタート。専用の腕時計に表示される滞在可能時間がゼロになった時点で送迎を兼ねた監視役である黒服に身柄を拘束されるというシステム。移動範囲は日本国内に限られ（ただし、何度も外出をしたことのある大槻はハワイに行く構想をしていた）、その居場所は腕時計を通じて常に帝愛に監視される。腕時計を外そうとしたり壊そうとすると、その情報が発信され、時間内でも強制的に地下へ収容される。価格は50万ペリカで、必要な日数分を購入することで連泊が可能。上から認められれば特例として、25万ペリカを追加で支払えば半日分を上乗せすることも可能になっている（ただし半日だけの外出は不可）。必要な場合は手持ちのペリカを日本円に換金できる。購入者を信頼している人が購入者の肩代わりになる場合もある（黒服も含む）。なお、このオプションについては帝愛の審査を経たうえで承認が出ない限り購入はできず、また、収容されて1年未満の者は「時期尚早」とみなされ、通常の状況においては承認は出ない方針となっている（収容1年未満のカイジは、黒崎から直接特例を認められた）。
『ハンチョウ』では物語の軸を担うアイテムとして登場。第1話で10万ペリカと誤植されていた（単行本で修正）。
しかし、第73話では新型ウイルスの影響で一時使用禁止となってしまう。
45組（ヨンゴーぐみ）
地下王国の強制労働では上記の通り1か月あたり9万1千ペリカの報酬がある。地下チンチロの借金などで月給を前借した場合、その際手引きをした班長は、「手数料」として一定額を天引き（ピンハネ）できるようになっている。その結果、1か月先の前借りなら給料は3万を差し引かれて6万ペリカ、2か月先の前借りは半額を差し引かれた4万5千ペリカの報酬にしかならない。
本来なら給料日を迎えるたびにひと月分の前借りが帳消しになるはずであるが、多くの者は無報酬の労働に耐えきれず、給料日に班長から新たな前借りを受け取り続ける。その結果、2か月分の前借を重ねた者は2か月先の前借りすなわち4万5千ペリカが実質的な報酬として続くことから、そのような者たちを「45組」と称した。
45組のメンバーはリーダーのカイジ、仲間の三好、前田、横井、北川、橋本の6人。カイジ、三好、前田の3人は物語で目立つのに対し、横井、北川、橋本の3人はカイジ達と対照的に物語であまり目立たず、脱出後も動向が不明となっている。
『ハンチョウ』では大槻が沼川の友人でギャンブル好きである黒木をチンチロで45組に落とそうと目論んでいたが、沼川が必死にカモにしないようにと頼んだためやめた。

## 書誌情報

### 単行本
- 福本伸行 『賭博黙示録カイジ』 講談社〈ヤンマガKC〉、全13巻
  1. 1996年9月3日発売、ISBN 4-06-336608-1
  2. 1996年10月2日発売、ISBN 4-06-336623-5
  3. 1996年12月3日発売、ISBN 4-06-336640-5
  4. 1997年4月1日発売、ISBN 4-06-336659-6
  5. 1997年7月1日発売、ISBN 4-06-336674-X
  6. 1997年12月3日発売、ISBN 4-06-336709-6
  7. 1998年3月3日発売、ISBN 4-06-336726-6
  8. 1998年7月2日発売、ISBN 4-06-336745-2
  9. 1998年10月1日発売、ISBN 4-06-336762-2
  10. 1998年12月24日発売、ISBN 4-06-336776-2
  11. 1999年6月1日発売、ISBN 4-06-336804-1
  12. 1999年9月3日発売、ISBN 4-06-336825-4
  13. 1999年10月4日発売、ISBN 4-06-336832-7
- 福本伸行 『賭博破戒録カイジ』 講談社〈ヤンマガKC〉、全13巻
  1. 2000年11月1日発売、ISBN 4-06-336910-2
  2. 2001年3月5日発売、ISBN 4-06-336936-6
  3. 2001年7月4日発売、ISBN 4-06-336960-9
  4. 2001年11月1日発売、ISBN 4-06-336994-3
  5. 2002年3月1日発売、ISBN 4-06-361025-X
  6. 2002年6月3日発売、ISBN 4-06-361047-0
  7. 2002年10月2日発売、ISBN 4-06-361076-4
  8. 2002年12月24日発売、ISBN 4-06-361097-7
  9. 2003年4月2日発売、ISBN 4-06-361122-1
  10. 2003年9月2日発売、ISBN 4-06-361160-4
  11. 2003年12月22日発売、ISBN 4-06-361191-4
  12. 2004年3月2日発売、ISBN 4-06-361213-9
  13. 2004年4月1日発売、ISBN 4-06-361222-8
- 福本伸行 『賭博堕天録カイジ』 講談社〈ヤンマガKC〉、全13巻
  1. 2004年11月1日発売、ISBN 4-06-361280-5
  2. 2005年3月2日発売、ISBN 4-06-361317-8
  3. 2005年6月1日発売、ISBN 4-06-361346-1
  4. 2005年10月4日発売、ISBN 4-06-361376-3
  5. 2005年12月28日発売、ISBN 4-06-361415-8
  6. 2006年4月3日発売、ISBN 4-06-361437-9
  7. 2006年7月3日発売、ISBN 4-06-361457-3
  8. 2006年11月2日発売、ISBN 4-06-361494-8
  9. 2007年2月6日発売、ISBN 978-4-06-361524-1
  10. 2007年6月6日発売、ISBN 978-4-06-361553-1
  11. 2007年9月6日発売、ISBN 978-4-06-361587-6
  12. 2007年12月28日発売、ISBN 978-4-06-361631-6
  13. 2008年4月4日発売、ISBN 978-4-06-361648-4
- 福本伸行 『賭博堕天録カイジ 和也編』 講談社〈ヤンマガKC〉、全10巻
  1. 2009年10月6日発売、ISBN 978-4-06-361845-7
  2. 2010年2月5日発売、ISBN 978-4-06-361870-9
  3. 2010年6月4日発売、ISBN 978-4-06-361903-4
  4. 2010年10月6日発売、ISBN 978-4-06-361947-8
  5. 2011年2月4日発売、ISBN 978-4-06-361996-6
  6. 2011年6月6日発売、ISBN 978-4-06-382037-9
  7. 2011年10月28日発売、ISBN 978-4-06-382093-5
  8. 2012年3月6日発売、ISBN 978-4-06-382145-1
  9. 2012年7月6日発売、ISBN 978-4-06-382192-5
  10. 2013年7月5日発売、ISBN 978-4-06-382319-6
- 福本伸行 『賭博堕天録カイジ ワン・ポーカー編』 講談社〈ヤンマガKC〉、全16巻
  1. 2013年11月6日発売、ISBN 978-4-06-382358-5
  2. 2013年12月20日発売、ISBN 978-4-06-382390-5
  3. 2014年5月2日発売、ISBN 978-4-06-382469-8
  4. 2014年9月5日発売、ISBN 978-4-06-382523-7
  5. 2014年12月5日発売、ISBN 978-4-06-382540-4
  6. 2015年3月6日発売、ISBN 978-4-06-382581-7
  7. 2015年6月5日発売、ISBN 978-4-06-382615-9
  8. 2015年9月4日発売、ISBN 978-4-06-382676-0
  9. 2015年12月4日発売、ISBN 978-4-06-382720-0
  10. 2016年3月4日発売、ISBN 978-4-06-382747-7
  11. 2016年6月6日発売、ISBN 978-4-06-382803-0
  12. 2016年10月6日発売、ISBN 978-4-06-382865-8
  13. 2017年9月6日発売、ISBN 978-4-06-382906-8
  14. 2017年9月6日発売、ISBN 978-4-06-510149-0
  15. 2017年11月6日発売、ISBN 978-4-06-510427-9
  16. 2018年1月5日発売、ISBN 978-4-06-510564-1
- 福本伸行 『賭博堕天録カイジ 24億脱出編』 講談社〈ヤンマガKC〉、既刊26巻（2023年12月6日現在）
  1. 2018年6月6日発売[6]、ISBN 978-4-06-510942-7
  2. 2018年6月6日発売[7]、ISBN 978-4-06-511840-5
  3. 2019年3月6日発売[8]、ISBN 978-4-06-514795-5
  4. 2019年7月5日発売[9]、ISBN 978-4-06-516359-7
  5. 2019年11月6日発売[10]、ISBN 978-4-06-517727-3
  6. 2019年12月6日発売[11]、ISBN 978-4-06-517852-2
  7. 2020年6月5日発売[12]、ISBN 978-4-06-519997-8
  8. 2020年10月6日発売[13]、ISBN 978-4-06-520991-2
  9. 2020年11月6日発売[14]、ISBN 978-4-06-521333-9
  10. 2021年2月5日発売[15]、ISBN 978-4-06-522281-2
  11. 2021年5月6日発売[16]、ISBN 978-4-06-523344-3
  12. 2021年7月6日発売[17]、ISBN 978-4-06-523987-2
  13. 2021年9月6日発売[18]、ISBN 978-4-06-524745-7
  14. 2021年11月5日発売[19]、ISBN 978-4-06-525873-6
  15. 2022年1月6日発売[20]、ISBN 978-4-06-526487-4
  16. 2022年3月6日発売[21]、ISBN 978-4-06-527111-7
  17. 2022年5月6日発売[22]、ISBN 978-4-06-527781-2
  18. 2022年7月6日発売[23]、ISBN 978-4-06-528476-6
  19. 2022年9月6日発売[24]、ISBN 978-4-06-529117-7
  20. 2022年11月4日発売[25]、ISBN 978-4-06-529807-7
  21. 2023年1月6日発売[26]、ISBN 978-4-06-530381-8
  22. 2023年3月6日発売[27]、ISBN 978-4-06-531049-6
  23. 2023年5月8日発売[28]、ISBN 978-4-06-531692-4
  24. 2023年7月6日発売[29]、ISBN 978-4-06-532252-9
  25. 2023年10月5日発売[30]、ISBN 978-4-06-533369-3
  26. 2023年12月6日発売[31]、ISBN 978-4-06-533928-2

### 廉価版
- 福本伸行 『賭博黙示録カイジ』 講談社〈講談社プラチナコミックス〉、全6巻
  1. 「弱肉強食編」2003年9月24日発売、ISBN 4-06-353113-9
  2. 「権謀術数編」2003年9月24日発売、ISBN 4-06-353114-7
  3. 「人間競馬編」2003年11月5日発売、ISBN 4-06-353123-6
  4. 「高層綱渡り編」2003年11月26日発売、ISBN 4-06-353124-4
  5. 「常勝皇帝編」2003年12月10日発売、ISBN 4-06-353135-X
  6. 「逆襲奴隷編」2003年12月19日発売、ISBN 4-06-353136-8
- 福本伸行 『賭博破戒録カイジ』 講談社〈講談社プラチナコミックス〉、全6巻
  1. 「地獄チンチロ 1 地下強制労働編」2005年10月5日発売、ISBN 4-06-371629-5
  2. 「地獄チンチロ 2 地下施設脱出編」2005年10月5日発売、ISBN 4-06-371630-9
  3. 「人食いパチンコ 1 1000倍台“沼”編」2005年10月19日発売、ISBN 4-06-371635-X
  4. 「人食いパチンコ 2 銀玉無間地獄編」2005年11月2日発売、ISBN 4-06-371644-9
  5. 「人食いパチンコ 3 必勝“沼”攻略編」2005年11月16日発売、ISBN 4-06-371647-3
  6. 「人食いパチンコ 4 逆襲大開放編」2005年12月7日発売、ISBN 4-06-371654-6
- 福本伸行 『賭博堕天録カイジ』 講談社〈講談社プラチナコミックス〉、全6巻
  1. 「地雷ゲーム『17歩』 1 覚醒討伐編」2010年4月7日発売、ISBN 978-4-06-374593-1
  2. 「地雷ゲーム『17歩』 2 猛攻鉄槌編」2010年4月21日発売、ISBN 978-4-06-374601-3
  3. 「地雷ゲーム『17歩』 3 迷走四暗刻編」2010年5月6日発売、ISBN 978-4-06-374610-5
  4. 「地雷ゲーム『17歩』 4 臥薪嘗胆編」2010年5月19日発売、ISBN 978-4-06-374618-1
  5. 「地雷ゲーム『17歩』 5 弾劾闘牌編」2010年6月2日発売、ISBN 978-4-06-374627-3
  6. 「地雷ゲーム『17歩』 6 逆転大和了編」2010年6月16日発売、ISBN 978-4-06-374636-5

## テレビアニメ
『逆境無頼カイジ Ultimate Survivor』（ぎゃっきょうぶらいカイジ アルティメット　サバイバー）のタイトルで、2007年10月2日から2008年4月1日まで日本テレビほかにて放送された。全26話。内容は原作第1シリーズ『賭博黙示録カイジ』に相当する。第2期は『逆境無頼カイジ 破戒録篇』（ぎゃっきょうぶらいカイジ はかいろくへん）のタイトルで2011年4月から9月まで同じく日本テレビほかにて放送された。全26話。内容は原作第2シリーズ『賭博破戒録カイジ』に相当する。
2005年から2006年に同局にて放送されたアニメ『闘牌伝説アカギ 〜闇に舞い降りた天才〜』の主要声優やスタッフが多数参加している。
原作における過激な言動や行為はテレビ局の自主規制などにより若干抑えられた描写になっているが、ほぼ原作を忠実になぞっている。また、福本作品の特徴的な演出である「ざわ…」は効果音やBGM・背景に多用されている。
番組の最後には作中から主な台詞を紹介する「カイジ箴言」というコーナーが設けられた。第2期では台詞を紹介する「カイジ箴言リターンズ」か関連商品を紹介する「カイジ宣伝」のいずれか。題字は福本が担当した。
第1期最終回の「カイジ箴言」にて、2年後（2010年）をめざして第2期を制作・放送することが公表されるが、実際には約3年が掛かった。また、『破戒録篇』のエンディングアニメで『賭博堕天録カイジ』冒頭のデートシーンも映像化されている。
日テレオンデマンドでも配信されている。ただし、「カイジ箴言」と「カイジ箴言リターンズ」はカットされている。
2014年からはファミリー劇場で『闘牌伝説アカギ』と共に再放送されている。
2015年にはコロプラとのタイアップで、織田信成が特殊メイクでカイジに扮する『東京カジノプロジェクト』のテレビCMが放送された。

### キャスト
第1期・第2期共通

- 伊藤開司（カイジ）：萩原聖人
- 遠藤勇次：内田直哉
- 兵藤和尊：津嘉山正種
- ナレーション：立木文彦

第1期主要
- 利根川幸雄：白竜
- 古畑武志：松本保典
- 安藤守：桜井敏治
- 船井譲次：石川英郎
- 石田光司：家中宏
- 佐原：甲本雅裕
- 中山：小山力也
- エスポワールエンジェル：阪本麻美（「カイジ箴言」のイメージキャラクター。コンビニエンスストア店員の西尾役で本編にも声優出演）

第2期主要
- 大槻：チョー
- 三好：遊佐浩二
- 前田：梶雅人
- 一条聖也：浪川大輔
- 坂崎孝太郎：二又一成
- ミスSHINGEN 2011：久保ユリカ（「カイジ箴言リターンズ」のイメージキャラクター）

### スタッフ
- 監督 - 佐藤雄三
- シリーズ構成 - 高屋敷英夫
- キャラクターデザイン - 高田晴仁
- 美術監督 - 横松紀彦（第1期）、上野秀行（第2期）
- 色彩設計 - 大野春恵
- 撮影監督 - Oh Seong ha（第1期）、Lee Suk bum（第1期）、畑中宏信（第2期）
- 編集 - 寺内聡
- 音楽 - タニウチヒデキ
- 音響監督 - 本田保則
- プロデューサー - 中谷敏夫、田村学、岩佐直樹（第2期第17話 - ）
- アニメーションプロデューサー - 高橋亮平（第1期）、三田圭志（第2期）
- アニメーション制作 - マッドハウス
- 製作著作 -
  - 第1期 - 逆境無頼カイジ製作委員会（日本テレビ、D.N.ドリームパートナーズ、バップ、マッドハウス）
  - 第2期 - 日本テレビ、バップ

### 主題歌
第1期
オープニングテーマ「未来は僕等の手の中」（第1話 - 第26話)
歌 - カイジwithレッどぼんチリーず
- カイジの声を担当している萩原聖人がボーカルを担当する本作限定ユニット。ユニット名の由来は曲のカバー元であるTHE BLUE HEARTS（ブルーハーツ） になぞらえ、“レッドボンチリ（焼き鳥に使う鶏の尻肉）”としたもの。

エンディングテーマ「負け犬たちのレクイエム」（第1話 - 第26話）
作詞・作曲・歌 - 白竜
第2期
オープニングテーマ「Chase the Light!」（第2話 - 第24話）
作詞・作曲・編曲・歌 - Fear, and Loathing in Las Vegas
- 第20話 - 第24話はEDのスタッフロールがOPで出ている。

エンディングテーマ「CからはじまるABC」（第1話 - 第19話）
歌 - 忘れらんねえよ
エンディングテーマ「未来は僕等の手の中」（第26話）
歌 - カイジwithレッどぼんチリーず

### 各話リスト
第1期
| 話数   | 副題 | 脚本             | 絵コンテ     | 演出              | 作画監督             | 総作画監督      | 放送日         |
| ------ | ---- | ---------------- | ------------ | ----------------- | -------------------- | --------------- | -------------- |
| bet.1  | 出航 | 高屋敷英夫       | 大久保富彦   | 佐々木奈々子      | 張喜圭               | 高田晴仁        | 2007年 10月2日 |
| bet.2  | 火蓋 | 高屋敷英夫       | 佐藤雄三     | 中村亮介          | 濱田邦彦             | 高田晴仁        | 10月9日        |
| bet.3  | 勝負 | 広田光毅         | 池田重隆     | 池田重隆          | 金東俊               | 高田晴仁 張喜圭 | 10月16日       |
| bet.4  | 破綻 | ふでやすかずゆき | 池田重隆     | 朴湊景            | 李炫姃 權赫正        | 濱田邦彦        | 10月23日       |
| bet.5  | 決死 | 岩城忠雄         | 細田雅弘     | 細田雅弘          | 菅野智之             | 濱田邦彦        | 10月30日       |
| bet.6  | 興亡 | 高屋敷英夫       | 大久保富彦   | 金敏宣            | 李延吉               | 金東湜          | 11月6日        |
| bet.7  | 喝破 | 広田光毅         | 佐々木奈々子 | 佐々木奈々子      | 日向正樹             | 高田晴仁        | 11月13日       |
| bet.8  | 鉄槌 | ふでやすかずゆき | 黒津安明     | 末田宜史          | 張吉容               | 濱田邦彦        | 11月20日       |
| bet.9  | 回生 | 高屋敷英夫       | 青山弘       | 川村賢一          | 李炫姃 權赫正        | 金東湜          | 11月27日       |
| bet.10 | 使者 | 広田光毅         | 新留俊哉     | 田中洋之          | 張吉容               | 濱田邦彦        | 12月4日        |
| bet.11 | 狂宴 | ふでやすかずゆき | 池田重隆     | 池田重隆          | 金東俊               | 金東湜          | 12月11日       |
| bet.12 | 転落 | 高屋敷英夫       | 大久保富彦   | 細田雅弘          | 青井清年             | 濱田邦彦        | 12月18日       |
| bet.13 | 怪物 | 広田光毅         | 中村亮介     | 中村亮介          | 細居美恵子           | 濱田邦彦        | 12月25日       |
| bet.14 | 亡霊 | ふでやすかずゆき | 荒木哲郎     | 末田宜史          | 張喜圭               | 高田晴仁        | 2008年 1月8日  |
| bet.15 | 天空 | 高屋敷英夫       | 佐々木奈々子 | 佐々木奈々子      | 張吉容               | 金東湜          | 1月15日        |
| bet.16 | 怒髪 | 岩城忠雄         | 金敏宣       | 金敏宣            | 李炫姃 權赫正        | 濱田邦彦        | 1月22日        |
| bet.17 | 会話 | 広田光毅         | 新留俊哉     | 川村賢一 岩城忠雄 | 金東俊               | 高田晴仁 金東湜 | 1月29日        |
| bet.18 | 翻弄 | ふでやすかずゆき | 坂田純一     | おゆなむ          | 梅原隆弘             | -               | 2月5日         |
| bet.19 | 限界 | 吉野智美         | 細田雅弘     | 細田雅弘          | 菅野智之             | 高田晴仁 金東湜 | 2月12日        |
| bet.20 | 鬼神 | 高屋敷英夫       | 末田宣史     | 末田宣史          | 細居美恵子           | 濱田邦彦        | 2月19日        |
| bet.21 | 心血 | 広田光毅         | 林秀夫       | 林秀夫            | 張吉容               | 金東湜          | 2月26日        |
| bet.22 | 執行 | ふでやすかずゆき | 田中洋之     | 田中洋之          | 張喜圭               | 高田晴仁        | 3月4日         |
| bet.23 | 邪道 | 吉野智美         | 佐々木奈々子 | 佐々木奈々子      | 禹勝旭 金東俊 張吉容 | 濱田邦彦        | 3月11日        |
| bet.24 | 条件 | 広田光毅         | 後藤圭二     | 金敏宣            | 李炫姃               | 金東湜          | 3月18日        |
| bet.25 | 蒼白 | ふでやすかずゆき | 中村亮介     | 末田宜史          | 張吉容               | 濱田邦彦        | 3月25日        |
| bet.26 | 残光 | 高屋敷英夫       | 佐藤雄三     | 佐藤雄三 岩城忠雄 | 高田晴仁 金東湜      | -               | 4月1日         |

第2期
| 話数   | 副題                 | 脚本       | 絵コンテ         | 演出                     | 作画監督                                  | 総作画監督 | 放送日        |
| ------ | -------------------- | ---------- | ---------------- | ------------------------ | ----------------------------------------- | ---------- | ------------- |
| Bet.1  | 地の獄               | 高屋敷英夫 | 佐藤雄三         | 佐藤雄三                 | 高田晴仁 梅原隆弘                         | -          | 2011年 4月5日 |
| Bet.2  | 勝負の鉄則           | 広田光毅   | 川尻善昭         | Hong Hun-pyo             | Kim Dong-sik                              | 梅原隆弘   | 4月12日       |
| Bet.3  | 強運の欠片           | 高屋敷英夫 | 川尻善昭         | Kim Min-sun              | Kim Dong-jun                              | 梅原隆弘   | 4月19日       |
| Bet.4  | 逆襲の糸口           | 広田光毅   | 川尻善昭         | 松村政輝                 | 阿比留隆彦                                | 高田晴仁   | 4月26日       |
| Bet.5  | 虐待と忍耐           | 高屋敷英夫 | 藤山智美         | Woo Seung-wook           | Jang Kil-yong Kang Ill-gu                 | 梅原隆弘   | 5月3日        |
| Bet.6  | 熱風の到来           | 広田光毅   | 川村賢一         | 川村賢一                 | Lee Hyun Joung                            | 梅原隆弘   | 5月10日       |
| Bet.7  | 魔法の賽             | 高屋敷英夫 | 神志那弘志       | 矢嶋哲生                 | 森智子                                    | 高田晴仁   | 5月17日       |
| Bet.8  | 因果応報             | 広田光毅   | 浅香守生         | Hong Hun-pyo             | Kim Dong-sik                              | 梅原隆弘   | 5月24日       |
| Bet.9  | 喝采、そして…        | 高屋敷英夫 | 川尻善昭         | Kim Min-sun              | Kim Dong-jun                              | 梅原隆弘   | 5月31日       |
| Bet.10 | 最後の博奕           | 広田光毅   | 松村政輝         | 松村政輝                 | 阿比留隆彦                                | 高田晴仁   | 6月7日        |
| Bet.11 | 歓喜と嘆声           | 高屋敷英夫 | 川尻善昭         | Woo Seung-wook           | Jang Kil-yong Kang Ill-gu                 | -          | 6月14日       |
| Bet.12 | 破天・破漢           | 広田光毅   | 川村賢一         | 中川淳 村岡朋美          | Lee Hyun Joung                            | 梅原隆弘   | 6月21日       |
| Bet.13 | 攻略の糸口           | 高屋敷英夫 | 矢嶋哲生         | 矢嶋哲生                 | 森智子                                    | 高田晴仁   | 6月28日       |
| Bet.14 | 無頼の軌跡（総集編） | 高屋敷英夫 | 佐藤雄三         | 佐藤雄三                 | -                                         | -          | 7月5日        |
| Bet.15 | 虚仮の一心           | 広田光毅   | 川尻善昭         | Hong Hun-pyo             | Kim Dong-sik                              | -          | 7月12日       |
| Bet.16 | 決戦の幕開け         | 高屋敷英夫 | 川尻善昭         | Kim Min-sun              | Jang Hee-kyu                              | 梅原隆弘   | 7月19日       |
| Bet.17 | 不毛な貫徹           | 広田光毅   | 松村政輝         | 松村政輝                 | 阿比留隆彦                                | 高田晴仁   | 7月26日       |
| Bet.18 | 鉄壁の門             | 高屋敷英夫 | 川尻善昭         | Woo Seung-wook           | Jang Kil-yong                             | -          | 8月2日        |
| Bet.19 | 奇跡の軌道           | 広田光毅   | 中川淳、村岡朋美 | 中川淳、村岡朋美         | Lee Boo-hee                               | 梅原隆弘   | 8月9日        |
| Bet.20 | 宿運の差             | 高屋敷英夫 | 矢嶋哲生         | 矢嶋哲生                 | 森智子                                    | 高田晴仁   | 8月16日       |
| Bet.21 | 確実な勝利           | 広田光毅   | 川村賢一         | Hong Hun-pyo             | Kim Dong-sik                              | -          | 8月23日       |
| Bet.22 | 諭吉の威光           | 高屋敷英夫 | 田中洋之         | Kim Min-sun              | Jang Hee-kyu                              | 梅原隆弘   | 8月30日       |
| Bet.23 | 風前の灯火           | 広田光毅   | 松村政輝         | 松村政輝                 | 阿比留隆彦                                | 高田晴仁   | 9月6日        |
| Bet.24 | 徘徊する銀玉         | 高屋敷英夫 | 佐藤雄三         | Woo Seung-wook           | Jang Kil-yong 高田晴仁                    | -          | 9月13日       |
| Bet.25 | 怨嗟の涙             | 広田光毅   | 川村賢一         | 川村賢一                 | 梅原隆弘 Jang Kil-yong                    | -          | 9月20日       |
| Bet.26 | 未来は僕らの…        | 高屋敷英夫 | 佐藤雄三         | 佐藤雄三 中川淳 村岡朋美 | Kim Dong-sik 阿比留隆彦 高田晴仁 梅原隆弘 | -          | 9月27日       |

### 放送局
| 放送地域   | 放送局           | 放送期間                                               | 放送日時                              | 放送系列             | 備考             |
| 第1期      | 第1期            | 第1期                                                  | 第1期                                 | 第1期                | 第1期            |
| ---------- | ---------------- | ------------------------------------------------------ | ------------------------------------- | -------------------- | ---------------- |
| 関東広域圏 | 日本テレビ       | 2007年10月2日 - 2008年4月1日                           | 火曜 24:59 - 25:29                    | 日本テレビ系列       | 製作局           |
| 中京広域圏 | 中京テレビ       | 2007年10月17日 - 2008年4月16日                         | 水曜 26:09 - 26:39                    | 日本テレビ系列       |                  |
| 近畿広域圏 | 読売テレビ       | 2007年10月29日 - 2008年2月11日 2008年2月18日 - 5月12日 | 月曜 26:29 - 26:59 月曜 25:59 - 26:29 | 日本テレビ系列       | MONDAY PARK 枠   |
| 福岡県     | 福岡放送         | 2007年11月5日 - 2008年5月12日                          | 月曜 25:29 - 25:59                    | 日本テレビ系列       |                  |
| 日本全域   | 日テレプラス     | 2008年1月10日 - 7月3日                                 | 木曜 22:30 - 23:00                    | 日本テレビ系列CS放送 | リピート放送あり |
| 鹿児島県   | 鹿児島読売テレビ | 2008年1月11日 - 7月4日                                 | 金曜 25:50 - 26:20                    | 日本テレビ系列       |                  |
| 第2期      |                  |                                                        |                                       |                      |                  |
| 関東広域圏 | 日本テレビ       | 2011年4月5日 - 9月27日                                 | 火曜 24:59 - 25:29                    | 日本テレビ系列       | 製作局           |
| 近畿広域圏 | 読売テレビ       | 2011年4月11日 - 6月27日 2011年7月4日 - 10月3日         | 月曜 26:19 - 26:49 月曜 26:44 - 27:14 | 日本テレビ系列       | MONDAY PARK 枠   |
| 北海道     | 札幌テレビ       | 2011年4月22日 - 11月11日                               | 金曜 25:58 - 26:28                    | 日本テレビ系列       | 1期は未放送      |
| 中京広域圏 | 中京テレビ       | 2011年4月22日 - 6月24日 2011年7月1日 - 10月14日        | 金曜 26:27 - 26:59 金曜 26:12 - 26:44 | 日本テレビ系列       |                  |
| 福岡県     | 福岡放送         | 2011年4月24日 - 10月2日 2011年10月22日 - 10月29日      | 日曜 25:20 - 25:50 土曜 25:51 - 26:51 | 日本テレビ系列       |                  |
| 日本全域   | 日テレプラス     | 2011年5月12日 - 11月10日                               | 木曜 24:00 - 24:30                    | 日本テレビ系列CS放送 | リピート放送あり |
| 石川県     | テレビ金沢       | 2011年7月9日 - 2012年1月                               | 土曜 26:51 - 27:20                    | 日本テレビ系列       | 1期は未放送      |
| 広島県     | 広島テレビ       | 2011年8月2日 - 2012年2月                               | 火曜 25:04 - 25:34                    | 日本テレビ系列       |                  |

- テレビ金沢はDSGの一社提供であり、DSGとのタイアップCMも放映されている。

| 日本テレビ 火曜深夜アニメ枠           | 日本テレビ 火曜深夜アニメ枠                      | 日本テレビ 火曜深夜アニメ枠 |
| 前番組                                | 番組名                                           | 次番組                      |
| ------------------------------------- | ------------------------------------------------ | --------------------------- |
| BUZZER BEATER（第2期） ※24:56 - 25:26 | 逆境無頼カイジ 【本番組以降24:59 - 25:29に統一】 | RD 潜脳調査室               |
| 日本テレビ 火曜 25:29 - 25:59         |                                                  |                             |
| はじめの一歩 New Challenger           | 逆境無頼カイジ (再放送)                          | 単発枠                      |
| 日本テレビ 火曜 24:59 - 25:29         |                                                  |                             |
| 君に届け 2ND SEASON                   | 逆境無頼カイジ 破戒録篇                          | ちはやふる                  |

## 映画

### カイジ 人生逆転ゲーム（第1作）
映画第1作は『カイジ 人生逆転ゲーム』（カイジ じんせいぎゃくてんゲーム）のタイトルで、日本テレビ製作、東宝配給により2009年10月10日に公開された。講談社や東宝を含む十数社の共同による製作委員会方式だが、プロダクション業務をはじめ日本テレビグループや系列局が中心になっている。
天海祐希演じる遠藤は原作と性別が変更されており、ヒロインのポジションになっている。佐原誠役の松山ケンイチは、友情出演という形で出演しているが中盤では登場時間、セリフ共に非常に多い役でいわゆるカメオ出演的なものではない。また、作者の福本が黒服の一人として特別出演している。ストーリーは『賭博黙示録カイジ』と『賭博破戒録カイジ』の一部を基にしている。
キャッチコピーは、「ようこそ クズの皆様」・「考えろ、裏をかけ。そして未来を手に入れろ。」。公開時には『人は勝たなきゃ嘘だ』『俺は生きてるぞ!』と劇中の台詞が書かれた箸『ブレイブ・メン・ロード箸』や、カイジの名前が書かれた『カイジの給料袋』という封筒（ペリカを模したメモ帳91枚入り）などといった劇場限定グッズが発売された。
2010年10月15日に『金曜ロードショー』25周年企画として地上波初放送された。
また2018年には『動物世界(Animal World)』と言うタイトルで中国でリメイクされた作品が上映された。

#### キャスト（第1作）
- 伊藤開司：藤原竜也
- 遠藤凛子：天海祐希
- 船井譲次：山本太郎
- 石田光司：光石研
- 石田裕美：吉高由里子
- 間島悟：尚玄
- 石和謙介：載寧龍二
- 黒服：加藤久雅、鈴木亮平、両國宏、城明男、福本伸行[注 37]
- 江島(クルーズ参加者)：赤塚篤紀
- 高田(クルーズ参加者)：丸山智己
- 宇多(クルーズ参加者)：村田充
- 阿部(クルーズ参加者)：藤間宇宙
- 北見(クルーズ参加者)：聡太郎
- 医師：仲野茂
- 三好(地下労働者)：富川一人
- 前田(地下労働者)：平野靖幸
- 太田(ブレイブメンロード参加者)：中村靖日
- ソンギ(ブレイブメンロード参加者)：チョウソンハ
- チョウ(ブレイブメンロード参加者)：テイ龍進
- 藤野(ブレイブメンロード参加者)：鈴木雄貴
- 秋川(ブレイブメンロード参加者)：上原風馬
- 中村(ブレイブメンロード参加者)：宇野祥平
- 中山(ブレイブメンロード参加者)：篠田光亮
- 屋形船店員：もたいまさこ（友情出演）
- 佐原誠：松山ケンイチ（友情出演）
- 兵藤和尊：佐藤慶
- 帝愛グループCM女優：谷澤恵里香
- カップル：遠藤要、松本亜希
- 宝くじ売り場店員：松本じゅん
- 芝崎昇
- 中西大文
- 高田健一
- 浅木信幸
- 大槻太郎：松尾スズキ
- 利根川幸雄：香川照之

#### スタッフ（第1作）
- 原作：福本伸行
- 監督：佐藤東弥
- 脚本：大森美香
- 音楽：菅野祐悟
- 主題歌：YUI「It's all too much」（STUDIOSEVEN Recordings / Sony Music Records）
- 劇中歌：YUI「Never say die」（STUDIOSEVEN Recordings / Sony Music Records）
- 製作：堀越徹、堀義貴、島谷能成、村上博保、平井文宏、阿佐美弘恭、入江祥雄、山口雅俊
- エグゼクティブプロデューサー：奥田誠治
- Co.エグゼクティブプロデューサー：菅沼直樹、神蔵克
- プロデューサー：藤村直人、北島和久、山口雅俊
- 協力プロデューサー：中谷敏夫
- 企画・脚本協力：株式会社ヒント
- 撮影：柳島克己 (JSC)
- 照明：鈴木康介
- 録音：和久井良治
- 音響効果：谷口広紀
- 美術：小池寛
- VFXスーパーバイザー：西村了
- 音楽プロデューサー：志田博英
- 企画制作：日本テレビ放送網
- 制作プロダクション：日テレアックスオン
- 配給：東宝
- 製作：「カイジ」製作委員会（日本テレビ放送網、ホリプロ、東宝、読売テレビ放送、バップ、D.N.ドリームパートナーズ、講談社、ヒント / STV・MMT・SDT・CTV・HTV・FBS）

#### ソフト化
2010年4月9日発売。発売・販売元はバップ。
- カイジ 人生逆転ゲーム DVD通常版（1枚組）
- カイジ 人生逆転ゲーム DVD豪華版（2枚組）
  - ディスク1：本編DVD
  - ディスク2：特典DVD
    - ドキュメント・オブ・カイジ 藤原竜也 一年に渡る挑戦
    - 特報・劇場予告編・TVスポット集

  - 封入特典
    - 皇帝!市民!奴隷!!勝たなきゃクズだ!!! 壮絶な心理戦を体感せよ。Eカードセット
    - 原作者：福本伸行からの"熱き"メッセージ付 スペシャルカード
    - 劇場用宣伝プレス・レプリカ仕様 (16P)

  - デジパック仕様
- カイジ 人生逆転ゲーム ブルーレイ版（本編BD+特典DVDの2枚組）
  - ディスク1：本編BD
  - ディスク2：特典DVD（DVD豪華版と同様）

#### テレビ放送
| 回数 | テレビ局   | 番組名（放送枠名） | 放送日         | 放送時間      | 放送分数 | 視聴率 | 備考 |
| ---- | ---------- | ------------------ | -------------- | ------------- | -------- | ------ | --- |
| 1    | 日本テレビ | 金曜ロードショー   | 2010年10月15日 | 21:00 - 22:54 | 114分    | 13.8%  | テレビ初放送 「インシテミル 7日間のデス・ゲーム」の公開を記念して放送。                                      |
| 2    | 日本テレビ | 金曜ロードショー   | 2011年11月4日  | 21:00 - 22:54 | 114分    | 12.5%  | 「カイジ2 人生奪回ゲーム」の公開を記念して放送。                                                             |
| 3    | 日本テレビ | 金曜ロードSHOW!    | 2013年5月17日  | 21:00 - 22:54 | 114分    | 9.6%   | 「藁の楯 わらのたて」の公開を記念しての放送。                                                                |
| 4    | 日本テレビ | 金曜ロードSHOW!    | 2020年1月17日  | 21:00 - 22:54 | 114分    | 8.1%   | 「カイジ ファイナルゲーム」の公開を記念しての放送。 副音声で佐藤東弥、ガーリィレコード、赤ペン瀧川が生出演。 |

- 視聴率はビデオリサーチ調べ、関東地区・世帯・リアルタイム。

#### 備考
- 兵藤和尊役の佐藤慶はこの作品が遺作となった。後述の『カイジ2』では兵藤和尊は声のみの登場で、別の人物が声を演じている。

### カイジ2 人生奪回ゲーム（第2作）
映画第2作は『カイジ2 人生奪回ゲーム』（カイジツー じんせいだっかいゲーム）のタイトルで、2011年11月5日に公開された。キャッチコピーは「おかえり、クズの皆様。」・「ダマして、奪え。俺たちの未来を取り戻せ。」。
脚本には原作者である福本も参加し、共同執筆した。「チンチロ」「沼」編をベースにしつつも、ストーリーは原作を大幅にアレンジしている。さらに、福本の発案によるオリジナルギャンブル「姫と奴隷」が追加された。本編に登場した沼パチンコは、パチンコカイジシリーズを販売しているパチンコメーカーの高尾が製作協力をしている。また、公式サイトでは実際に沼パチンコを楽しむフラッシュゲームがあり、3段クルーンをクリアすると先着5名に撮影で実際に使用された小道具をプレゼントする企画も行われた。
全国316スクリーンで公開され、2011年11月5、6日の初日2日間で興収3億4,967万7,200円、動員26万429人になり、映画観客動員ランキング（興行通信社調べ）で初登場第2位となった。

#### キャスト（第2作）
- 伊藤カイジ：藤原竜也
- 一条聖也：伊勢谷友介
- 石田裕美：吉高由里子（幼少期：篠川優莉香）
- 坂崎孝太郎：生瀬勝久
- 喫茶店マスター：宇梶剛士
- 喫茶店常連客：森下能幸
- 鐘森：山本浩司
- 一人目の姫：菜葉菜
- 石和謙介：菊田大輔
- 三好智広：白石隼也
- 羽鳥：高橋努
- 松岡：水橋研二
- E班班員：福本伸行
- 沼川拓也：スズキジュンペイ
- 黒服：やべけんじ、外川貴博、伊藤ふみお、中野裕斗、天田暦、伊藤俊輔、南好洋、兒玉宣勝
- 安井順平
- 梅舟惟永
- 組合長：伊藤幸純
- 組合員：林和義
- 兵藤和尊の声：依田英助
- 大槻太郎：松尾スズキ
- 村上保：柿澤勇人
- 石田光司：光石研
- 船井譲次：山本太郎
- 黒崎義裕：嶋田久作
- 利根川幸雄：香川照之

#### スタッフ（第2作）
- 原作：福本伸行
- 監督：佐藤東弥
- 助監督：大津是
- 脚本：福本伸行、山崎淳也、大口幸子
- 音楽：菅野祐悟
- 製作総指揮：宮崎洋
- 制作プロデューサー：渡邉浩仁
- 企画プロデュース：藤村直人、山口雅俊
- 協力プロデューサー：中谷敏夫
- エグゼクティブプロデューサー：奥田誠治、神蔵克
- 撮影：藤石修
- 照明：鈴木康介
- 録音：横野一氏工
- 音響効果：谷口広紀
- 美術：内田哲也
- VFXスーパーバイザー：西村了
- 配給：東宝
- 製作：「カイジ2」製作委員会（日本テレビ放送網、ホリプロ、東宝、読売テレビ放送、バップ、D.N.ドリームパートナーズ、講談社、ヒント / STV・MMT・SDT・CTV・HTV・FBS）

#### ソフト化
2012年4月25日発売。発売・販売元はバップ。全商品共通で本編ディスクには劇場公開版本編の他、未公開シーンを追加した長尺版本編を収録。トップメニュー画面から未公開シーンのみを選択して再生することも可能。
- カイジ2 人生奪回ゲーム DVD通常版（1枚組）
- カイジ2 人生奪回ゲーム DVD豪華版（2枚組）
  - ディスク1：本編DVD
  - ディスク2：特典DVD
    - イベント映像集 ドキュメント・オブ・カイジ2
    - 「カイジ2」公開記念! 超豪華!カイジ2の舞台裏見せちゃうぞSP 〜藤原竜也×伊勢谷友介×吉高由里子インタビュー〜
    - 特報・劇場予告編・TVスポット集

  - 封入特典
    - ブックレット (20P)
    - 給料袋付100ペリカ札レプリカ
    - 魅惑の"言葉責め"シール

  - 特製スリーブケース付きデジパック仕様
- カイジ2 人生奪回ゲーム ブルーレイ版（本編BD+特典DVDの2枚組）
  - ディスク1：本編BD
  - ディスク2：特典DVD（DVD豪華版と同様）

#### テレビ放送
| 回数 | テレビ局   | 番組名（放送枠名） | 放送日         | 放送時間      | 放送分数 | 視聴率 | 備考                                                |
| ---- | ---------- | ------------------ | -------------- | ------------- | -------- | ------ | --------------------------------------------------- |
| 1    | 日本テレビ | 金曜ロードSHOW!    | 2012年11月23日 | 21:00 - 23:24 | 144分    | 16.8%  | テレビ初放送                                        |
| 2    | 日本テレビ | 金曜ロードSHOW!    | 2014年6月27日  | 21:00 - 22:54 | 114分    | 11.3%  |                                                     |
| 3    | 日本テレビ | 金曜ロードSHOW!    | 2020年1月24日  | 21:00 - 22:54 | 114分    | 8.8%   | 「カイジ ファイナルゲーム」の公開を記念しての放送。 |

- 視聴率はビデオリサーチ調べ、関東地区・世帯・リアルタイム。

### カイジ ファイナルゲーム（第3作）
映画第3作は『カイジ ファイナルゲーム』のタイトルで、2020年1月10日に全国公開された。前作『カイジ2 人生奪回ゲーム』以来9年ぶりの公開となる。キャッチコピーは『アイツが帰って来る―』。
原作者である福本伸行のオリジナルストーリーであり、福本自身は前作同様に脚本にも参加し、共同執筆を行った。なお、福本によれば脚本は4年前には完成していたといい、なかなか企画が前に進まなかったが、やっと公開されることに対して喜びのコメントを出している。福本のオリジナルストーリーであるため、原作には登場しないオリジナルゲーム「バベルの塔」「最後の審判」「ドリームジャンプ」「ゴールドジャンケン」が登場する。さらに登場人物において、黒崎義裕は原作および映画第2作に登場するが、高倉浩介、桐野加奈子、廣瀬湊は映画だけのオリジナルキャラクターとなっている。

#### キャスト（第3作）
- 伊藤開司：藤原竜也
- 高倉浩介：福士蒼汰
- 桐野加奈子：関水渚
- 廣瀬湊：新田真剣佑
- 黒崎義裕：吉田鋼太郎
- 大槻太郎：松尾スズキ
- 坂崎孝太郎：生瀬勝久
- 遠藤凛子：天海祐希
- 西野佳志：山崎育三郎
- 菅原太一：瀬戸利樹
- 高瀬強士：前田公輝
- アリサ：篠田麻里子
- 『最後の審判』司会者：村本明久
- 酒向芳
- 渋沢総一郎： 金田明夫
- 東郷滋：伊武雅刀

#### スタッフ（第3作）
- 原作：福本伸行
- 監督：佐藤東弥
- 脚本：福本伸行、徳永友一
- 音楽：菅野祐悟
- 製作：沢桂一、堀義貴、市川南、菊川雄士、角田真敏、石川豊 、山口雅俊
- エグゼクティブプロデューサー：伊藤響
- 企画・プロデュース：藤村直人
- 制作プロデューサー：渡邉浩仁、小泉守
- 撮影：小原崇資
- 照明：木村明生
- 録音：菊地啓太
- 美術：樫山智恵子
- 装飾：高橋光
- 編集：佐藤崇
- VE：弓削聡
- VFXスーパーバイザー：堀尾知徳
- 記録：初山澄乃
- 助監督：伊野部陽平
- 制作担当：芳野峻大
- キャスティングプロデューサー：杉野剛
- 配給：東宝
- 制作プロダクション：日テレ アックスオン
- 企画・製作：日本テレビ放送網
- 製作：映画「カイジ ファイナルゲーム」製作委員会（日本テレビ放送網、ホリプロ、東宝、読売テレビ放送、講談社、ヒント / STV・MMT・SDT・CTV・HTV・FBS）

#### テレビ放送
| 回数 | テレビ局   | 番組名（放送枠名） | 放送日        | 放送時間      | 放送分数 | 視聴率 | 備考         |
| ---- | ---------- | ------------------ | ------------- | ------------- | -------- | ------ | ------------ |
| 1    | 日本テレビ | 金曜ロードSHOW!    | 2021年2月12日 | 21:00 - 22:54 | 114分    |        | テレビ初放送 |

- 視聴率はビデオリサーチ調べ、関東地区・世帯・リアルタイム。

### キャストと登場人物一覧
- この一覧は日本の実写映画版カイジシリーズに登場した重要キャラクター達（主なフルネームのキャラクター）の一覧となっている。
- セルが灰色の部分はその作品に未出演の俳優である。

| キャラクター | 第1作      | 第2作      | 第3作      |
| ------------ | ---------- | ---------- | ---------- |
| 伊藤開司     | 藤原竜也   | 藤原竜也   | 藤原竜也   |
| 遠藤凛子     | 天海祐希   |            | 天海祐希   |
| 利根川幸雄   | 香川照之   | 香川照之   |            |
| 船井譲次     | 山本太郎   | 山本太郎   |            |
| 石田光司     | 光石研     | 光石研     |            |
| 石田裕美     | 吉高由里子 | 吉高由里子 |            |
| 大槻太郎     | 松尾スズキ | 松尾スズキ | 松尾スズキ |
| 兵藤和尊     | 佐藤慶     |            |            |
| 一条聖也     |            | 伊勢谷友介 |            |
| 坂崎孝太郎   |            | 生瀬勝久   | 生瀬勝久   |
| 村上保       |            | 柿澤勇人   |            |
| 黒崎義裕     |            | 嶋田久作   | 吉田鋼太郎 |
| 三好智広     |            | 白石隼也   |            |
| 石和謙介     | 載寧龍二   | 菊田大輔   |            |
| 間島悟       | 尚玄       |            |            |
| 高倉浩介     |            |            | 福士蒼汰   |
| 桐野加奈子   |            |            | 関水渚     |
| 廣瀬湊       |            |            | 新田真剣佑 |
| 西野佳志     |            |            | 山崎育三郎 |
| 菅原太一     |            |            | 瀬戸利樹   |
| 高瀬強士     |            |            | 前田公輝   |
| 渋沢総一郎   |            |            | 金田明夫   |
| 東郷滋       |            |            | 伊武雅刀   |

### カイジ 動物世界（中国映画）
2018年に中国でリメイク映画化された。邦題は『カイジ 動物世界』（原題：動物世界）。
日本では「2018東京・中国映画週間」で上映された後、「未体験ゾーンの映画たち2019」の上映作品の一つとして2019年1月18日に劇場公開された。

#### キャスト（中国映画）
※括弧内は日本語吹替
- ゼン・カイジ - リー・イーフォン（梶裕貴）
- リュウ・チン - チョウ・ドンユィ（尾川楓）
- アンダーソン - マイケル・ダグラス（さかき孝輔）
- リー・ジュン - ツァオ・ビンクン（金子修）
- メン・シャオパン - ワン・ゴー
- - チー・ジア
- - チャン・ジュンイー

#### スタッフ（中国映画）
- 監督：ハン・イエン
- 原作：福本伸行「賭博黙示録カイジ」（講談社）
- 脚本：ハン・イエン、福本伸行
- 撮影：マックス・ワン、マー・フェイ
- 音楽：ニール・アクリー、マイケル・タラー

## サウンドコミック
2011年11月1日よりBeeTVでシリーズ第1作『賭博黙示録カイジ』がサウンドコミックとして配信されている。これは漫画の絵にパンなどの画面効果を加えた映像に声優が声をあてたラジオドラマで、第1部『希望の船』が配信中である。『絶望の城』以降の配信は不明。現在は公開終了。

### キャスト
- カイジ：萩原聖人
- 遠藤勇次：小杉十郎太
- 古畑武志：山本兼平
- ナレーション：立木文彦

### 主題歌
- 「ピストル」

歌 - Acid Black Cherry

## 舞台
2020年12月4日から6日まで京都・京都劇場、10日から13日まで東京・ヒューリックホール東京にてそれぞれ上演された。
スタッフ
- 原作：福本伸行（講談社「ヤングマガジン」連載）
- 脚本：真柴あずき
- 脚本監修：成井豊
- 演出：山崎彬

キャスト
- 伊藤開司：山崎大輝
- 船井譲次：鯨井康介
- 北見：馬場良馬
- 石田光司：なだぎ武
- 佐原誠：綾切拓也
- 安藤守：宮下雄也
- 古畑武志：佐奈宏紀
- 杉田（バランス理論）：松田岳
- 遠藤勇次：兼崎健太郎
- 利根川幸雄：森山栄治
- 兵藤和尊：村田充
- アンサンブル：乙木勇人、楠木健吾、慶洲、田中亮、降矢佳典、細川陽平、山宮弘毅、若林佑太
- 映像出演：福本伸行
- ナレーション：立木文彦

## その他
漫画
- 1997年に『ヤングマガジン赤BUTA』、2006年にe-mangaにて、パラレルワールドとして描かれる番外編「カイジ外伝」が掲載・配信された。IF展開かつギャグ色が強められた展開で、エスポワール号に乗らなかったカイジがマカオのカジノで借金返済を目指し、大小に翻弄される姿が描かれている。2011年発売の『圧倒的オフィシャルガイド カイジ×カイジ×カイジ』に収録された。

ゲーム
- エスポワールでの限定ジャンケンを再現したプレイステーション用ソフト『賭博黙示録カイジ』（講談社）が2000年5月25日に発売された。
- 2008年9月25日にはコンパイルハートからニンテンドーDS用ソフト「逆境無頼カイジ Death or Survival」が発売された（対象年齢 (CERO) :17歳以上 (D)）[48]。エスポワールでの限定ジャンケンからティッシュ箱くじ引きまでを再現した内容となっている。
- 2003年にはコミゲーi講談社にてスペースアウトにより携帯電話アプリミニゲームをリリース[49]。
- 2004年にはタイトーが携帯電話アプリゲームをリリース[50]。
- 2008年3月からオンラインゲームの777town.netには、本作に登場したギャンブルをプレイできる「帝愛カジノ」が設置されている。
- 2011年7月19日、フォアキャストコミュニケーションズによりMobageのソーシャルゲームとして『逆境無頼カイジ 電網遊戯篇』がリリース[51]。
- 2013年2月7日、リテールコムからGREEのソーシャルゲームとして、『カイジ〜最強博徒伝説〜』がリリース[52]。同タイトルは同年6月6日にぽすれんによりMobageにも対応した[53]。
- 鉄骨渡りのストーリー部分を再現した『カイジVR 〜絶望の鉄骨渡り〜』が、PlayStation VR用ソフトとして2017年8月28日にダウンロード販売された[54]。同年12月28日にはNintendo Switch用ソフトとしてダウンロード販売を、2018年4月28日にはVRエンターテインメント施設「VR PARK TOKYO SHIBUYA」でのアミューズメントとして展開し、その後、スマートフォン向けに、auスマートパスで2018年10月4日から、Google Play・App Storeで同年10月12日にリリース[55]。
- 2022年1月20日、スマートフォンアプリゲーム「カイジ -闇の黙示録-」がApp Storeでリリース[56]。同月27日、Google Playでリリース[56]。
- 2024年10月7日、スマートフォンアプリゲーム「カイジ外伝 : 激熱の街」がApp Store、Google Playでリリース[57]。原作キャラクターとゲームオリジナルキャラクターが入り乱れており、キャラデザの差で話題になった[58]。
- 期間限定のコラボレーション
  - 2015年、東京カジノプロジェクト（コロプラ）
  - 2015年、LINE ゲットリッチ（LINE）
  - 2016年、 モンスターハンター フロンティアG（カプコン）
  - 2017年、秘密の宿屋（GESI）
  - 2017年、ダービースタリオン マスターズ（ドリコム） ※中間管理録トネガワとのコラボ
  - 2018年、暴走列伝 単車の虎（Donuts）
  - 2019年、戦国の虎Z（Donuts）
  - 2019年、覇道 任侠伝（レアゾン）
  - 2023年、FORTUNE TRINITY 精霊の至宝祭 コナステ（コナミアミューズメント）

パチンコ
- CR弾球黙示録カイジ（2007年、高尾）
- CR弾球黙示録カイジ沼（2009年、高尾）[注 39]
- CR弾球黙示録カイジ2（2011年、高尾）
- CR弾球黙示録カイジ沼2（2013年、高尾）
- CR弾球黙示録カイジ3（2015年、高尾）
- CR弾球黙示録カイジ沼3（2017年、高尾）
- CR弾球黙示録カイジHIGH&LOW（2018年、高尾）
- P沼（2018年、高尾）[注 39]
- P弾球黙示録カイジ5ざわっ…Ver.(2022年、高尾)[59]

パチスロ
- 回胴黙示録カイジ（2004年、ロデオ）
- 回胴黙示録カイジ2（2008年、ロデオ）
- 回胴黙示録カイジ3（2013年、ロデオ）
- 回胴黙示録カイジ4（2018年、サミー）

雀球
- 手打ち雀球伝道録カイジ（2012年、サミー）

おもちゃ
- カイジ×人狼〜疑心暗鬼編〜（2014年、バンダイ）通信販売サイトプレミアムバンダイでのみ販売。『汝は人狼なりや?』をカイジの世界に合わせてアレンジしたボードゲーム。利根川が進行役を務め、「人狼を嗅ぎわける力を持った者」もしくは「生き残った人狼」（なぜならその力をコントロールできれば有用な人材となるから）を選別し、勝者を帝愛に雇う設定。大きな変更点は以下の通り。
  - 役割を表すコインが2枚配られる。市民か人狼かの「正体」とさまざまな「能力」があり、能力は1日ごとに回収・チェンジされる。
  - 各自にペリカ札が配られている。使い方は以下の通り。

1. 能力を発動するためのコスト
2. 投票前にやり取りして買収
3. 処刑が決まった際、それを回避する保釈金

鉄道車両
- 2017年6月10･11日に開催された「よこすかYYのりものフェスティバル」では、「三大「カイジ」の共演[注 40]」と称し、横須賀駅にかつて特急『かいじ』で使用されていた189系電車に、地元出身である福本書き下ろしの『カイジ』イラストヘッドマークを装着した状態で展示が行われた[60]。

電子たばこリキッド
- 2017年10月19日に電子たばこリキッドブランド『eS magic』とのコラボレーション商品が発売された[61]。「覚醒カイジの目覚めろ勝負師フレーバー　ドライハードメンソール風味」と「覚醒カイジの目覚めろ勝負師フレーバー「極」ドライハードメンソール風味+カフェイン」の全2種。

## その他原作番組
- CS放送フジテレビ721では、限定ジャンケンを基にした『カイジGAME1』を放送していた。
- テレビ朝日系列『雨上がり決死隊のトーク番組アメトーーク!』の『福本伸行先生にシビれた芸人っ……!』の回では、「救出」に芸人が挑戦（失敗した場合は電気ショック）。成功し福本のサインを獲得した。

### 人生逆転バトル カイジ
TBSテレビ系全国ネットで2017年12月28日22:00 - 23:54に放送。本作をモチーフとしたバラエティ番組。演出には『水曜日のダウンタウン』などで知られ、番組内の企画でもペリカなどカイジネタを多用している藤井健太郎が務めた。
事前の書類選考や面接で選ばれた、現実に借金を抱える12人が集められ、賞金200万円+ペリカ（1ペリカ＝0.1円相当）の獲得を目指す。
番組の合間には参加者の過去を振り返る映像や、敗退者のその後にも密着するなど「リアリティ番組」的な要素もある。
また、演出の一環として「利根川幸雄」（演：名高達男）が「黒服」たちと共に登場する趣向も用意されている。
1stSTAGE 鉄骨渡り
静岡市清水区に存在する清水マリンパークにセットを組んで開催。3人ずつ4組に分かれて行う。参加者は目隠しの上鋼鉄の箱に入れられた状態で上空まで運ばれ、ルール説明後即スタートとなる。原作同様鉄骨の幅は徐々に細くなるうえ、鉄骨に手はついてはいけない。また、鉄骨は2本しか用意されていないため、場合によっては原作同様「押す」必要もある。なお、落下した場合でも転落防止用ネットが用意されているため実際に転落死することはないものの、夜の開催の上転落防止用ネットは黒色のため参加者および視聴者には見えないようになっており、参加者および視聴者にとっては「落ちたら本当に死ぬかもしれない」と恐怖を煽る演出がなされている。各組の中でいち早く渡りきり、対岸のチケットを手にした1名が勝者となる。
4組行い、ゴールしたタイムが早い順に500万・400万・300万・200万ペリカを獲得。さらに救済として敗者8人の中から勝者4人の合議の上救済する者を1人決定。救済者は0ペリカで2nd STAGEに進出。
2ndSTAGE 多数決カード
5人にはそれぞれ封筒が配られる。その中には赤もしくは青のカードが入っており、1時間後にカードを公開。その時点で多い方の色を持っていた者が勝者となる。ただし、5人とも同じ色だった場合は延長戦となる。カードを交換する場合、外にあるカード交換所に行き100万ペリカを支払って交換する（交換所に行っても交換しないブラフも可能）。また、誰かが交換所に行った場合はタイマーはストップし、密約を防ぐため会話も禁止される。また、20分経過時点で現在の枚数が発表される。無論ペリカのやり取りによるカードの見せあいや盗み見なども一切問われない。
地下強制労働施設
FINAL STAGE進出者には決勝開催までの2日間、原作さながらに強制労働を行いペリカを稼いで生活する。入所時に作業着と当面の生活資金として100万ペリカを支給。以後食事やシャワーといった行為は全てペリカを支払って賄っていく。
1日目の労働では視聴者プレゼント用の「帝愛ロゴ入りボールペン」の組み立て（日給200万ペリカ）、2日目の労働では造花の制作（日給150万ペリカ）をそれぞれ8時間行う。
FINAL STAGE ペリカ双六
自分自身をコマにし、全25マスの双六を進んでいく。サイコロは1・2が2面、3・4が1面の特殊なサイコロとなっている。マス目には所持ペリカの増減や「誰かから〇万ペリカ奪う」といったマスがあり、止まったマスによって所持ペリカが増減する。また、各個人間によるペリカの移動も認められているため、「ペリカを差し出すことで『誰かを〇マス戻す』といったターゲットから外れてもらう」という行為も認められる。最終的にいち早くゴールのマスに丁度止まった者が優勝となる。
途中には下記の特殊なイベントマスもあり、その場合は止まった参加者、もしくは全員にイベントが発生する。全員参加のイベントマスは一度発動した場合、再び止まっても発動しない。
- 水

全員参加のイベントマス。それぞれ1分以内に2Lのペットボトルに入った水をできるだけ飲んでもらう。100ml飲むたびに10万ペリカ、2L飲み干せば200万ペリカ獲得。ただし途中で吐いてしまった場合は失格となりペリカは与えられない（終了後に吐いた場合はセーフ）。
- 血

止まった参加者のみが受けるイベントマス。採血を受けることで再びサイコロを振ることができる。先着1人のみ。
- 死

止まった参加者のみが受けるイベントマス。2つのデスサイコロ（5面に「+50万ペリカ」・1面に「死（スタートに戻る）」、もしくは4面に「+300万ペリカ」・2面に「死」）の中からどちらかを選んで振る。
- 花

全員参加のイベントマス。前日の強制労働で自らが作った分の造花を使い、それぞれ指定された場所に花を入れ、その絵が何を表しているかを当てる。正解すれば200万ペリカ獲得。
- 鉄

全員参加のイベントマス。鉄棒に60秒ぶら下がり続ける。落下した場合はその時点でゲームから脱落(=強制失格)。ただし、10万ペリカの支払につき1秒ノルマを短くすることができ、600万ペリカの支払で免除することができる。
- 賽

ゴール3マス前のイベントマス。ここに止まった場合、次のターンで200万ペリカ支払うことでサイコロの「目」を1つ購入し、好きな場所に貼ることができる。通常状態ではゴールの確率は1/6だが、200万ペリカで2/6、400万ペリカで3/6、800万ペリカで4/6、1200万ペリカで5/6まで引き上げることができる。何度でも可能。
結果は235万円の借金を背負った岡山県在住・24歳無職の男性が優勝し、200万円に加え番組内で獲得した350万ペリカ（=35万円）相当のインゴットが授与された。

### 人生逆転リアリティーショウ リアルカイジGP（グランプリ）
2018年4月15日よりAbemaTVで配信。マスター（MC）は加藤浩次（極楽とんぼ）。アシスタントは柴田阿弥。
優勝賞金は国内リアリティ番組史上最高額となる1億円。更に視聴者向けに1億円チャレンジも用意されている。応募総数約35000人。同年6月24日に優勝者決定戦を配信。7月1日に獲得後のアフターストーリーを追う最終回を配信。
1stROUND 東京予選「先着ムチャぶり地獄」
2018年3月25日にお台場青梅地区P区画で開催。書類選考を勝ち上がった2000人から250人に絞られる。
メインステージにて、随時ムチャぶりのお題とそれを開催するゲートが8つのゲートのどれであるかを発表されるので希望者はそのゲートへ移動。
ガーディアン役の芸能人に指名された者（原則は先着順）に挑戦権が与えられ、クリアすれば勝ち抜け。
参加者は星を3つ持っており、一部のお題では失敗すると指定された分の星が没収。3つ全て失った時点で即退場となる。
また、一部のお題では実際に現金を支払わなければ挑戦できない種目もある（その場合の挑戦料は募金として寄付される）。
主な種目
- ノーリアクション逆水平

男性限定。プロレスラーからの逆水平チョップを裸で受け、一切リアクションしなければクリア。
- ヘビ地獄ジェンガ

ヘビ（アカマタ）が多数いるボックスの中に建てられたジェンガを、1分以内に崩すことなく指定された3つのブロックを抜いて積むことができればクリア。
- 5人1組放水大縄跳び

5人1組で行う種目。高圧放水を受けながら5人で大縄跳びを行い、2分以内に10回飛ぶことができればクリア。
- 細川たかしバリカン

その場で細川たかしと同じ髪型（前髪をバリカンで刈られる）にすればクリアだが、本戦で脱落するまでずっと細川たかしカットで生活しなければならない。
- 一撃バット折り

女性限定。膝蹴りで木製バットを一発で折ることができればクリア。
- 熱々メガネフライ

自分がかけているメガネを天ぷらにしてもらい、かけることができればクリア。
- ピタリ300キロ体重計

その場でグループを作り、合計体重が300kg丁度になればクリア。
- セルフかつら脱ぎ

その場で自身が着用しているカツラ（ウイッグ・かさ増しのためのカツラは不可）を脱ぐことができればクリア。
- 眉シェービング

その場で両眉を剃り落とすことができればクリア。
- すっぽんぽん懸垂

全裸（女性の場合、協議の結果服着用可）で3mのすりガラスに囲まれた空間に設置された鉄棒で懸垂を5回行えばクリア。
- コーラ1.5L完飲

100秒以内にコーラ1.5Lを飲み切ればクリア。吹いた場合は失格（多少のレベルは許される）。
- けん玉1発勝負

一発でけん玉を剣先に刺せればクリア。
- 10秒間ディープキス

女性限定。マテンロウのアントニーと10秒間ディープキスできれば合格。
- 東大クイズ王と対決

東大王などに出演するクイズ王・伊沢拓司と早押しクイズで先に正解すればクリア。
- 現生サイコロ

1万円で6面中1面、3万円で6面中3面、5万円で6面中5面が「当たり」のサイコロを、それぞれ該当した金額を払い振る。「当たり」が出ればクリア。
- 参加費1万円で古今東西

10人がそれぞれ参加費1万円を支払い、古今東西山手線ゲームを全員成功させればクリア。
- 鼻からうどん

鼻からうどんをすすることができればクリア。
- 葛切り一気食い

3人1組で葛切りをむせることなく一気に食べきればクリア。
- 生卵口移し

3人1組で生卵の黄身を割ることなく口移しでリレーできればクリア。
- ブラインド生着替え

女性限定。ブラインドで隠されている間に着替えることができればクリア。
- 外国人ジェスチャークイズ

外国人に対してジェスチャーを行い、お題を伝えることができればクリア。
- 以心伝心クイズ

2人で「〇〇といえば」というお題に対し答えが揃えばクリア。
また、「1億円への覚悟を試す」として「ムチャぶりドッキリ種目」も用意された。ただし、現地では「実際に実行してもらう」という形で進行するが、
実際は様々な条件付きではあるものの本当に実行するわけではないといった説明が終了後の参加者に伝えられる（星の没収対象にはならない）。
主なムチャぶりドッキリ種目
- パイプカット

パイプカット手術をしてもらう。ただし、法律に基づき「30歳以上」「既婚者」「子どもが1人以上いる」「その場で奥さんに電話をし手術の同意を得る」の
4つの条件が満たされなければならない。
- その場で婚姻届記入

男女でカップルを作りその場で結婚の意思を示し婚姻届に記入すればクリアだが、随時確認が行われ、愛が冷めてしまった時点で脱落となる。
- 脱落するまで鉄仮面

目と口しか開かない南京錠付き鉄仮面を装着し、脱落するまでその状態で生活する。尚、開催後は護衛のためカメラマンとともに自宅に戻った上で、
改めてルール説明がされ「鉄仮面はいつでも脱着可能だが、SNSなどに素顔がアップされた時点で脱落」と告知された。
1stROUND 大阪予選
4月1日に舞洲スポーツアイランドで開催。東京予選の情報を聞いて1800人が辞退したため、参加した750人の中から250人に絞られる。
第1の関門
オープニング前にヘリコプターから黄色いボールが投下。加藤登場後にボールを持っている者・持っていない者が分けられ、
この時点でボールを持っている者は「欲がありすぎる」として失格となる。
第2の関門
第1の関門を踏まえ、再び何も知らされずにヘリコプターからボールを投下。今度は逆にボールを持っていない者が失格となる。ここまでで500人に絞られる。
第3の関門「500人王様ゲーム」
第2の関門で手に入れたボールには番号が振られており、その番号を使って5つのグループに分かれての「王様ゲーム」を行う。
加藤が割りばしを使って選んだ番号の人物が「王様」となり、自身も含む「勝者の条件」を1分以内に考えて発表。
条件に合致した人は各グループを仕切るガーディアンに申告。その勝者の条件に合った人と発表した王様が勝ち抜けとなる。
（条件に合致しているか微妙な場合、ガーディアンが王様に対し伺いを立てるが、合否を決める権利は王様に与えられる）。
ただし、以下の場合は失格となり、王様はステージ下の奈落に落とされる（判定はリアルカイジ運営本部が行う）。
- その条件を提示した結果、合格者が250名を超える
- 不正ができるなど、その場で確固な証明ができない条件
- 既に出た条件と類似している条件
- 合致している人が自分以外にいない
- 1分以内に条件が浮かばない

また、途中からは追加ルールとして髪の色や服装の色など、「見た目に関する条件」が禁止された。
更に、途中からは「条件指定ボックス」が導入され、「見た目」「持ち物」「見た目・持ち物以外」の条件の中からくじで引いた条件を提示する事となった。
2ndROUND「超圧迫ドロップ面接」
4月21日に栃木県栃木市の採石場跡で開催。
500人がそれぞれボールを引き、出たアルファベットのボックスで面接官役の芸能人との5人1組のグループ面接を行い、
そこで1億円に賭ける熱意をアピールする。ただし、部屋ごとに決められた「限定ルール」が設定されており、破った時点で失格。床が開き奈落へ落される。
各ボックスの面接官と限定ルールは入室するまでわからない。ルールを破らず熱意が認められればクリアとなる。
- A部屋（玉袋筋太郎・原口あきまさ・松村邦洋）「『私』『僕』『自分』『俺』などの一人称を言ってしまったら失格」
- B部屋（朝日奈央・ずん）「『えっと』『あの』『えー』『まぁ』『その』の場つなぎ言葉5種を言ってしまったら失格」
- C部屋（雛形あきこ・小沢仁志・小沢和義）「『はい』と言ってしまったら失格」
- D部屋（武井壮・筧利夫・武藤敬司）「1億円の明確な使い道をアピールし、面接官を納得させられなければ失格」
- E部屋（鈴木奈々・梅沢富美男・木下隆行）「1億円をもらうのにふさわしくない人間と面接官に判断されたら失格」

3rdROUND前半「無限行軍チャレンジ」
2ndROUND通過者に対しては事前に「動きやすい格好」で来ることと指定。また、開催前のメディカルチェックをパスした114人が挑む。
全員で隊列を組み、1周280mのトラックを永遠に走り続ける。途中で隊列から遅れるか、走るのを諦めてしまった時点で失格。
ただし、随時「チャレンジお題」が発表され、指定された挑戦ステージに用意された旗を取った先着順で挑戦可能。成功すれば通過決定だが、失敗すれば即失格。
トラックを走っている者とチャレンジお題成功者の合計が40人になった時点で終了。該当者が通過決定となる。
尚、挑戦者のバックパックには水・タオル・帽子が用意されているほか、給水所も用意されている。
また、1stROUNDで「鉄仮面」を装着した参加者に対してはあまりにも不利ということで、今回のみ特別に目元のみの鉄仮面が支給された。
主なチャレンジお題
- 早食いかき氷

制限時間1分。かき氷1杯を完食すればクリア。
- 顔面洗濯ばさみバトル

制限時間100秒。顔面にどれだけ洗濯バサミを付けられるか1対1で対決。より多く付けた方がクリア。
- ご当地キャラ相撲 夏場所

ご当地ゆるキャラと相撲を取り、勝てばクリア。
- 顔面プリン

額に乗せたプリンを崩したり落とすことなく口に入れることができればクリア。
- 風船空気入れ破裂

女性限定で制限時間1分。風船に空気入れで空気を送り込み破裂させることができればクリア。
- 粉まみれアメ探し

40代以上限定で制限時間30秒。粉の中から口で飴を探しだすことができればクリア。
- 雑巾絞りバトルロイヤル

女性限定。濡れた雑巾を交互に絞っていき、水滴が1滴も出なくなってしまった時点で失格。残った人がクリア。
- 早食い生野菜

制限時間1分。生玉ねぎを1個完食できればクリア。
- 目隠しブラ取り合い対決

男性限定。1対1で対決。目隠しをした状態で先に相手のブラホックを外すことができればクリア。
- 100秒クラッカー

制限時間100秒。クラッカー10枚を食べきればクリア。
- スウェットパンツもぞもぞ履き

制限時間1分。スウェットパンツを手を使わずに履ければクリア。
- 目隠しロン毛のおっさん

女性の髪とロン毛のおっさんの髪を目隠しして嗅ぎ、女性を当てればクリア。
- 酔いどれおっさん着替え

制限時間100秒。酔いつぶれたおっさんを着替えさせ布団に寝かしつければクリア。
- そば出前

ざるそば20枚を持って自転車で15m進み運ぶことができればクリア。
3rdROUND後半「タイマン泣きめっこ」
無限行軍チャレンジを生き残った40名は2人1組でホテルの1室に泊まり翌日に備える。翌日、スタジオにてルールが発表される。
1対1の対決で「先泣き」「後泣き」を決め、泣く側はとにかく早く泣き、相手側は用意されたアイテムで笑わせて相手が泣くのを阻止する。
制限時間5分でより早く泣けた方が勝者となり、ファイナルラウンド進出。尚、対戦カードは前日のホテルで同じ部屋となった者同士。
ただし、両者共に5分以内に泣けなければ追加ルール「強面サドンデス」が発動。
5人の強面有名人（白竜・蝶野正洋・西岡徳馬・カイヤ・大和田獏）を5分間でより多く笑わせた者が勝者となる。
敗者復活「敗者復活のど自慢」
タイマン泣きめっこで敗退した中から参加を希望した11人が挑戦。1人ずつカラオケを行い、最高得点を叩きだした1人がファイナルラウンド進出。
いきなり決勝進出「超難解謎解きクイズ」
6月10日（第9回）放送時に視聴者に向けて出された謎解き問題を解くことで現れた場所・時間・目印の元に6月17日にたどり着いた者の中から
抽選で1人が即ファイナルラウンド進出。尚、当日には番組が関知しない誰かが作ったダミーの目印も立てられていた。
敗者復活予備戦「ティッシュ箱くじ引き」
無限行軍チャレンジで敗退した74名を対象にした視聴者投票を行い、その中で得票数上位5名に入った敗者復活候補者が挑戦。
ティッシュ箱の中に「〇」のくじ3枚・白紙のくじ2枚が入っており、1人ずつ引く。「〇」を引いた3名が敗者復活戦進出。
敗者復活戦「30連ロシアンルーレット」
特製の30連リボルバー拳銃の中に1発だけ火薬の入った弾を装填した上で、1人ずつ順にこめかみに銃口を当てて引き金を引く。
火花が出た人が負けとなり、残った2名が決勝進出。引き金は1ターンで2回まで引くことが出来るが、回数を宣言してから引かなければならない。
決勝ラウンド1回戦「落選総選挙」
タイマン泣きめっこを勝ち抜いた20人・敗者復活のど自慢を勝ち抜いた1人・いきなり決勝戦を勝ち抜いた1人・敗者復活戦を勝ち抜いた2人の
合計24人で争われる。
まずチーム戦と告知したうえで90秒以内に4人1組のチームを結成。さらに90秒以内にA～Fのブースにチームで整列する。
Aブースに並んだチームのメンバーから順に1分間で「1億円に賭ける思い」を演説する。
内容は自由だが、公序良俗に反する発言・放送禁止用語を言った場合は即失格。
各グループ終了後に視聴者の画面に投票画面が表示され、「1億円を手にしてもらいたい」という人に投票。各グループ一番支持率が高かった人物が勝ち抜け。
決勝ラウンド最終決戦「Eカードトーナメント」
6人によるEカードトーナメントを行う。
1回戦の対戦カードは落選総選挙での支持率3位対5位、4位対6位。
準決勝の対戦カードは落選総選挙支持率1位対「3位対5位の勝者」、2位対「4位対6位の勝者」。それぞれの勝者で決勝を行い、勝者が賞金1億円を獲得。
奴隷・皇帝は1回ごとの交代制で行い、1回戦・準決勝は3本勝負2本先取、決勝は5本勝負3本先取で行われる。
結果は「カンボジアで畑を持ち、現地の人を救いたい」と語った社長令嬢が優勝。
その後カンボジア大使館にも協力を依頼し、全面的な協力が得られることとなった。
視聴者チャレンジ
- 運極ルーレット

リアルタイム視聴者に対しての賞金1億円が手に入る可能性があるチャレンジ。毎週終盤が生放送となり、平成ノブシコブシの進行で行う。
毎回発表される電話番号に視聴者が電話をかけ、つながった1名が挑戦者となる。
1～36と無条件クリアとなる「運極マス」が入った37マスのルーレットの中から、1stSTAGEでは「赤か黒か」2ndSTAGEでは「入るマスの下一桁の数字」
FINAL STAGEでは「番号そのもの」を予想し、全て成功すれば賞金1億円獲得。失敗した場合でも挑戦者にはAmazonギフトカード3万円が与えられる。
- 全員参加 ミニカイジGP

一発勝負のルーレットを行い、事前に視聴者が各自予想した出目が出れば賞金100万円を的中者で山分け。
的中者が100人以上の場合は抽選で100名に1万円が与えられる。また、特別編ではこれが5回行われ、最高500万円が与えられるチャンスとなる。

## スピンオフ作品
本作の登場人物を主人公としたスピンオフ作品。いずれも萩原天晴原作。
- 中間管理録トネガワ - 登場人物の1人・利根川幸雄を主人公としたスピンオフ作品。
- 1日外出録ハンチョウ - 登場人物の1人・大槻（地下労働施設E班の班長）を主人公としたスピンオフ作品。
- 1日個室録ヌマカワ - 登場人物の1人・沼川（地下労働施設E班の班長・大槻の側近）を主人公とした読み切り作品。「1日外出録ハンチョウ」1巻収録。
- 上京生活録イチジョウ - 登場人物の1人・一条聖也を主人公としたスピンオフ作品。